# Seznam církevních památek v Kraji Vysočina
Seznam církevních památek v Kraji Vysočina, roztříděných podle typu stavby:

## Baziliky
| Bazilika                               | Obrázek | Obec             | Okres            | Památková ochrana | Lokace                      | Funkce       | Farnost             |
| -------------------------------------- | ------- | ---------------- | ---------------- | ----------------- | --------------------------- | ------------ | ------------------- |
| Nanebevzetí Panny Marie a sv. Mikuláše |         | Žďár nad Sázavou | Žďár nad Sázavou | 26179/7-4647      | Zámek 2/2, Žďár nad Sázavou | farní kostel | Žďár nad Sázavou-II |
| Sv. Prokopa                            |         | Třebíč           | Třebíč           | 39500/7-3103      | Zámek 1, Třebíč             | farní kostel | Třebíč-zámek        |

## Kostely

### Katolické
| Kostel                                        | Obrázek | Obec                           | Okres            | Památková ochrana              | Lokace                                                             | Funkce                 | Farnost                             |
| --------------------------------------------- | ------- | ------------------------------ | ---------------- | ------------------------------ | ------------------------------------------------------------------ | ---------------------- | ----------------------------------- |
| Archanděla Michaela                           |         | Vítochov                       | Žďár nad Sázavou | 45690/7-4358                   | kopec nad Vítochovem                                               | filiální kostel        | Bystřice nad Pernštejnem            |
| Božího milosrdenství a sv. Faustyny           |         | Slavkovice                     | Žďár nad Sázavou |                                | Slavkovice 130, Nové Město na Moravě                               | filiální kostel        | Jámy                                |
| Božího Těla                                   |         | Červená Řečice                 | Pelhřimov        | 32473/3-2981                   | Červená Řečice 54                                                  | filiální kostel        | Červená Řečice                      |
| Božího Těla                                   |         | Počátky                        | Pelhřimov        | 33625/3-3240                   | v areálu hřbitova                                                  | filiální kostel        | Počátky                             |
| Božského srdce Páně                           |         | Malý Beranov                   | Jihlava          | 32473/3-2981                   | Malý Beranov 114                                                   | filiální kostel        | u kostela sv. Jakuba, Jihlava       |
| Čtrnácti svatých pomocníků                    |         | Radkovice u Hrotovic           | Třebíč           | 28652/7-3003                   | v areálu hřbitova v Radkovicích                                    | farní kostel           | Radkovice u Hrotovic                |
| Jména Ježíš                                   |         | Telč                           | Jihlava          | 102174                         | Náměstí Zachariáše z Hradce 2                                      | filiální kostel        | Telč                                |
| Jména Panny Marie                             |         | Březí                          | Žďár nad Sázavou | 23246/7-5249                   | naproti MŠ Březí                                                   | farní kostel           | Březí u Osové Bítýšky               |
| Jména Panny Marie                             |         | Okříšky                        | Třebíč           | 22881/7-2943                   | u zámku (Jihlavská 1)                                              | farní kostel           | Okříšky                             |
| Jména Panny Marie                             |         | Vyskytná                       | Pelhřimov        | 24018/3-3348[nedostupný zdroj] | v centru obce                                                      | farní kostel           | Vyskytná                            |
| Matky Boží                                    |         | Telč                           | Jihlava          | 40360/7-5252                   | vyústění Špitální ulice do ulice U Matky Boží                      | filiální kostel        | Telč                                |
| Nalezení sv. Kříže                            |         | Jamné                          | Jihlava          | 31074/7-4861                   | v obci, vedle hřbitova a nad rybníkem Barbora                      | farní kostel           | Jamné u Jihlavy                     |
| Nalezení sv. Kříže                            |         | Svatý Kříž                     | Havlíčkův Brod   | 21705/6-340                    | Svatý Kříž 202, Havlíčkův Brod                                     | farní kostel           | Svatý Kříž                          |
| Nalezení a Povýšení sv. Kříže                 |         | Moravec                        | Žďár nad Sázavou |                                | v obci, mezi zámkem a zámeckým parkem                              | farní kostel           | Moravec                             |
| Nanebevzetí Panny Marie                       |         | Březník                        | Třebíč           | 25613/7-2546                   | v obci, v areálu hřbitova                                          | farní kostel           | Březník                             |
| Nanebevzetí Panny Marie                       |         | Číhošť                         | Havlíčkův Brod   | 26921/6-130                    | v centru obce                                                      | farní kostel           | Číhošť                              |
| Nanebevzetí Panny Marie                       |         | Habry                          | Havlíčkův Brod   | 34292/6-153                    | Žižkovo náměstí 3                                                  | farní kostel           | Habry                               |
| Nanebevzetí Panny Marie                       |         | Havlíčkův Brod                 | Havlíčkův Brod   | 44100/6-2                      | Rubešovo náměstí 22                                                | děkanský kostel        | Havlíčkův Brod                      |
| Nanebevzetí Panny Marie                       |         | Chvojnov                       | Pelhřimov        | 22231/3-3048                   | v obci, v areálu hřbitova                                          | farní kostel           | Chvojnov                            |
| Nanebevzetí Panny Marie                       |         | Jihlava                        | Jihlava          | 45491/7-4877                   | Matky Boží 1035/33                                                 | farní kostel           | u kostela Matky Boží, Jihlava       |
| Nanebevzetí Panny Marie                       |         | Netín                          | Žďár nad Sázavou | 28620/7-4247                   | na kopci nad centrem obce                                          | farní kostel           | Netín                               |
| Nanebevzetí Panny Marie                       |         | Nové Město na Moravě           | Žďár nad Sázavou | 46579/7-4263                   | Nové Město na Moravě ev. č. 188                                    | filiální kostel        | Nové Město na Moravě                |
| Nanebevzetí Panny Marie                       |         | Nový Rychnov                   | Pelhřimov        | 20884/3-3170                   | na náměstí                                                         | farní kostel           | Nový Rychnov                        |
| Nanebevzetí Panny Marie                       |         | Polná                          | Jihlava          | 18285/7-5076                   | Husovo náměstí 1                                                   | děkanský kostel        | Polná                               |
| Nanebevzetí Panny Marie                       |         | Puklice                        | Jihlava          |                                | v obci, mezi zámkem a fotbalovým hřištěm                           | filiální kostel        | Luka nad Jihlavou                   |
| Nanebevzetí Panny Marie                       |         | Rouchovany                     | Třebíč           | 30601/7-3035                   | Rouchovany 26                                                      | farní kostel           | Rouchovany                          |
| Nanebevzetí Panny Marie                       |         | Skála                          | Havlíčkův Brod   | 25788/6-329                    | Skála 7, Věž                                                       | farní kostel           | Skála                               |
| Nanebevzetí Panny Marie                       |         | Ústrašín                       | Pelhřimov        | 17799/3-3318                   | v centru obce                                                      | filiální kostel        | Božejov                             |
| Nanebevzetí Panny Marie                       |         | Vojslavice                     | Pelhřimov        | 21084/3-3342                   | v centru obce                                                      | farní kostel           | Vojslavice                          |
| Nanebevzetí Panny Marie                       |         | Zhoř                           | Pelhřimov        | 28357/3-3355                   | v centru obce                                                      | filiální kostel        | Pacov                               |
| Narození sv. Jana Křtitele                    |         | Rokytnice nad Rokytnou         | Třebíč           | 34796/7-3021                   | Rokytnice nad Rokytnou 16                                          | farní kostel           | Rokytnice nad Rokytnou              |
| Narození Panny Marie                          |         | Kostníky                       | Třebíč           | 15220/7-2800                   | na okraji obce, při silnici na Polici                              | kaple                  | Kdousov                             |
| Narození Panny Marie                          |         | Jimramov                       | Žďár nad Sázavou | 19042/7-4091                   | Kostelní (nad centrem obce u zámku)                                | farní kostel           | Jimramov                            |
| Narození Panny Marie                          |         | Lidmaň                         | Pelhřimov        | 35931/3-3128                   | v centru obce                                                      | filiální kostel        | Černovice                           |
| Narození Panny Marie                          |         | Obrataň                        | Pelhřimov        | 19035/3-3177                   | v centru obce                                                      | filiální kostel        | Věžná                               |
| Narození Panny Marie                          |         | Přibyslavice                   | Třebíč           | 28331/7-2993                   | v centru obce, vedle kostel sv. Anny                               | farní kostel           | Přibyslavice                        |
| Narození Panny Marie                          |         | Větrný Jeníkov                 | Jihlava          | 15461/7-5384                   | v centru obce                                                      | farní kostel           | Branišov – Větrný Jeníkov           |
| Narození Panny Marie                          |         | Želiv                          | Pelhřimov        | 14691/3-3358                   | Želiv 122                                                          | opatský a farní kostel | Želiv                               |
| Narození sv. Jana Křtitele                    |         | Krásná Hora                    | Havlíčkův Brod   | 16406/6-243                    | Krásná Hora 72                                                     | filiální kostel        | Lipnice nad Sázavou                 |
| Narození sv. Jana Křtitele                    |         | Lukov                          | Třebíč           | 26710/7-2834                   | naproti domu čp. 8                                                 | farní kostel           | Lukov u Moravských Budějovic        |
| Narození sv. Jana Křtitele                    |         | Přibyslav                      | Havlíčkův Brod   | 28889/6-311                    | v centru města, na kopci nad řekou Sázavou                         | farní kostel           | Přibyslav                           |
| Navštívení Panny Marie                        |         | Martínkov                      | Třebíč           | 22368/7-2835                   | v centru obce                                                      | farní kostel           | Martínkov                           |
| Navštívení Panny Marie                        |         | Obyčtov                        | Žďár nad Sázavou | 34105/7-4317                   | Obyčtov 43                                                         | farní kostel           | Obyčtov                             |
| Navštívení Panny Marie                        |         | Sopoty                         | Havlíčkův Brod   | 32653/6-334                    | v areálu hřbitova na okraji osady                                  | farní kostel           | Sopoty                              |
| Nejsvětější Trojice                           |         | Babice                         | Třebíč           | 17668/7-2520                   | v centru obce                                                      | farní kostel           | Babice u Lesonic                    |
| Nejsvětější Trojice                           |         | Bystřice na Pernštejnem        | Žďár nad Sázavou | 26610/7-3976                   | Novoměstská 995 (v areálu hřbitova)                                | filiálnií kostel       | Bystřice nad Pernštejnem            |
| Nejsvětější Trojice                           |         | Havlíčkův Brod                 | Havlíčkův Brod   | 21845/6-6                      | ulice U Trojice                                                    | filiální kostel        | Havlíčkův Brod                      |
| Nejsvětější Trojice                           |         | Hořepník                       | Pelhřimov        | 46776/3-3019                   | Náměstí prof. Bechyně, naproti faře                                | farní kostel           | Hořepník                            |
| Nejsvětější Trojice                           |         | Křemešník                      | Pelhřimov        | 28069/3-3276                   | Křemešník 1, Nový Rychnov                                          | filiální kostel        | Pelhřimov                           |
| Nejsvětější Trojice                           |         | Ledeč nad Sázavou              | Havlíčkův Brod   | 14401/6-267                    | Z. M. Kuděje 18 (v areálu starého hřbitova)                        | hřbitovní kostel       | Ledeč nad Sázavou                   |
| Nejsvětější Trojice                           |         | Třebíč                         | Třebíč           | 19771/7-3119                   | Gorazdovo náměstí (v areálu hřbitova)                              | filiální kostel        | Třebíč-město                        |
| Nejsvětější Trojice                           |         | Velké Meziříčí                 | Žďár nad Sázavou | 22681/7-4550                   | ulice Bezděkov (v areálu hřbitova)                                 | filiální kostel        | Velké Meziříčí                      |
| Nejsvětější Trojice                           |         | Vladislav                      | Třebíč           | 41657/7-3191                   | Vladislav 215                                                      | farní kostel           | Vladislav                           |
| Nejsvětější Trojice                           |         | Vysoké Studnice                | Jihlava          | 15739/7-5409                   | na okraji obce, v areálu hřbitova                                  | farní kostel           | Vysoké Studnice                     |
| Panny Marie Bolestné                          |         | Kámen                          | Pelhřimov        | 22864/3-3062                   | na okraji obce                                                     | kaple                  | Věžná                               |
| Panny Marie Pomocnice                         |         | Moravské Křižánky              | Pelhřimov        |                                | ev.č. 18                                                           | filiální kostel        | Herálec pod Žákovou horou           |
| Povýšení sv. Kříže                            |         | Černovice                      | Pelhřimov        | 34418/3-2971                   | Mariánské náměstí                                                  | farní kostel           | Černovice                           |
| Povýšení sv. Kříže                            |         | Jihlava                        | Jihlava          | 41137/7-4877                   | Křížová 4758/2a                                                    | filiální kostel        | u kostela sv. Jakuba, Jihlava       |
| Povýšení sv. Kříže                            |         | Knínice                        | Jihlava          | 29913/7-4941                   | v centru obce                                                      | kaple                  | Budeč                               |
| Povýšení sv. Kříže                            |         | Petrovice                      | Havlíčkův Brod   | 49190/6-5986                   | v centru obce, u silnice II/131                                    | filiální kostel        | Štoky                               |
| Povýšení sv. Kříže                            |         | Valeč                          | Třebíč           | 37861/7-3180                   | u domu čp. 20                                                      | farní kostel           | Valeč u Hrotovic                    |
| Proměnění Páně                                |         | Třebíč                         | Třebíč           | 35539/7-3111                   | při katolickém gymnáziu (Otmarova 30/22)                           | farní kostel           | Třebíč-Jejkov                       |
| Sv. Anny                                      |         | Polná                          | Jihlava          | 30998/7-5084                   | Sezimovo náměstí 6                                                 | filiální kostel        | Polná                               |
| Sv. Anny                                      |         | Přibyslavice                   | Třebíč           | 28331/7-2993                   | ulice Na Návsi, vedle kostela Narození Panny Marie                 | filiální kostel        | Přibyslavice                        |
| Sv. Anny                                      |         | Telč                           | Jihlava          | 15861/7-5258                   | Svatoanenská ulice (v areálu hřbitova)                             | filiální kostel        | Telč                                |
| Sv. Antonína Paduánského                      |         | Panská Lhota                   | Jihlava          | 29040/7-5056                   | na okraji obce, v areálu hřbitova                                  | filiální kostel        | Brtnice                             |
| Sv. Barbory                                   |         | Batelov                        | Jihlava          | 17962/7-4682                   | Třešťská ulice (v areálu hřbitova)                                 | kaple                  | Batelov                             |
| Sv. Barbory                                   |         | Častohostice                   | Třebíč           | 24893/7-3184                   | v areálu hřbitova na okraji obce, při silnici na Vesce             | farní kostel           | Častohostice                        |
| Sv. Barbory                                   |         | Pacov                          | Pelhřimov        | 22219/3-3210                   | v areálu hřbitova při ulici Svatobarborská                         | filiální kostel        | Pacov                               |
| Sv. Barbory                                   |         | Polná                          | Jihlava          | 20483/7-5082                   | Havlíčkova 1137                                                    | hřbitovní kostel       | Polná                               |
| Sv. Barbory                                   |         | Příseka                        | Jihlava          | 47194/7-5150                   | na okraji obce, v areálu hřbitova                                  | filiální kostel        | Brtnice                             |
| Sv. Bartoloměje                               |         | Bobrůvka                       | Žďár nad Sázavou | 21006/7-3945[nedostupný zdroj] | v centru obce                                                      | filiální kostel        | Moravec                             |
| Sv. Bartoloměje                               |         | Česká Bělá                     | Havlíčkův Brod   | 29177/6-129[nedostupný zdroj]  | Česká Bělá 73                                                      | farní kostel           | Česká Bělá                          |
| Sv. Bartoloměje                               |         | Dušejov                        | Jihlava          | 29345/7-4813                   | Dušejov 158                                                        | farní kostel           | Dušejov                             |
| Sv. Bartoloměje                               |         | Herálec                        | Havlíčkův Brod   |                                | v centru obce                                                      | farní kostel           | Herálec                             |
| Sv. Bartoloměje                               |         | Heřmanice                      | Havlíčkův Brod   | 10959/6-5892[nedostupný zdroj] | v centru obce                                                      | filiální kostel        | Vilémov u Golčova Jeníkova          |
| Sv. Bartoloměje                               |         | Hněvkovice                     | Havlíčkův Brod   | 29006/6-206[nedostupný zdroj]  | naproti tvrzi                                                      | filiální kostel        | Ledeč nad Sázavou                   |
| Sv. Bartoloměje                               |         | Chrtníč                        | Havlíčkův Brod   |                                | v osadě Radinov mezi Chrtníčem a Štěpánovem                        | filiální kostel        | Habry                               |
| Sv. Bartoloměje                               |         | Koněšín                        | Třebíč           | 25348/7-2799                   | v areálu hřbitova, nad OÚ (čp. 145)                                | farní kostel           | Koněšín                             |
| Sv. Bartoloměje                               |         | Křešín                         | Pelhřimov        | 26463/3-3113[nedostupný zdroj] | v centru obce                                                      | filiální kostel        | Lukavec                             |
| Sv. Bartoloměje                               |         | Luka nad Jihlavou              | Jihlava          | 42116/7-4986[nedostupný zdroj] | ulice Nová                                                         | farní kostel           | Luka nad Jihlavou                   |
| Sv. Bartoloměje                               |         | Opatov                         | Třebíč           | 37534/7-2946                   | naproti základní školy (čp. 68)                                    | farní kostel           | Opatov na Moravě                    |
| Sv. Bartoloměje                               |         | Pelhřimov                      | Pelhřimov        | 30215/3-2910[nedostupný zdroj] | Děkanská 86                                                        | farní kostel           | Pelhřimov                           |
| Sv. Bartoloměje                               |         | Pošná                          | Pelhřimov        | 32794/3-3258[nedostupný zdroj] | v centru obce                                                      | filiální kostel        | Pacov                               |
| Sv. Bartoloměje                               |         | Radkov                         | Jihlava          | 27763/7-5170[nedostupný zdroj] | v centru obce                                                      | farní kostel           | Radkov u Telče                      |
| Sv. Bartoloměje                               |         | Radostín nad Oslavou           | Žďár nad Sázavou | 30456/7-4379[nedostupný zdroj] | Radostín nad Oslavou 193                                           | farní kostel           | Radostín nad Oslavou                |
| Sv. Bartoloměje                               |         | Rozsochy                       | Žďár nad Sázavou | 15904/7-4402                   | vedle domu čp. 64                                                  | farní kostel           | Rozsochy                            |
| Sv. Bartoloměje                               |         | Stranná                        | Pelhřimov        | 31428/3-3294[nedostupný zdroj] | v centru obce, při silnici II/409                                  | kaple                  | Žirovnice                           |
| Sv. Cyrila a Metoděje                         |         | Nové Syrovice                  | Třebíč           |                                | v centru obce, naproti zámku                                       | farní kostel           | Nové Syrovice                       |
| Sv. Ducha                                     |         | Jihlava                        | Jihlava          | 37066/7-4878                   | Smetanovy sady                                                     | filiální kostel        | u kostela sv. Jakuba, Jihlava       |
| Sv. Filipa a Jakuba                           |         | Žirovnice                      | Pelhřimov        | 100572                         | Havlíčkovo náměstí                                                 | farní kostel           | Žirovnice                           |
| Sv. Floriána                                  |         | Střítež                        | Jihlava          | 17280/7-5230                   | v areálu hřbitova, nad Obecním rybníkem                            | kostel expozitury      | Střítež – expozitura                |
| Sv. Františka Serafínského                    |         | Golčův Jeníkov                 | Havlíčkův Brod   | 36823/6-142                    | Mírová ulice                                                       | děkanský kostel        | Golčův Jeníkov                      |
| Sv. Františka z Assisi – zaniklý              |         | Jihlava                        | Jihlava          |                                | na místě dnešního Horáckého divadla                                |                        |                                     |
| Sv. Gotharda                                  |         | Budišov                        | Třebíč           | 19398/7-2560                   | v areálu hřbitova na okraji obce, nad silnicí II/390               | farní kostel           | Budišov u Třebíče                   |
| Sv. Havla                                     |         | Rožná                          | Žďár nad Sázavou | 25915/7-4407                   | v areálu hřbitova na okraji obce, naproti domu čp. 1               | farní kostel           | Rožná nad Pernštejnem               |
| Sv. Havla                                     |         | Sulkovec                       | Žďár nad Sázavou | 15890/7-4449                   | naproti domu čp. 16                                                | farní kostel           | Sulkovec                            |
| Sv. Ignáce z Loyoly                           |         | Jihlava                        | Jihlava          | 16995/7-4877                   | vyústění Hluboké ulice na Masarykovo náměstí                       | filiální kostel        | u kostela sv. Jakuba, Jihlava       |
| Sv. Jáchyma                                   |         | Dobrá Voda                     | Jihlava          | 14413/7-5014                   | na kopci nad obcí                                                  | filiální kostel        | Mrákotín                            |
| Sv. Jakuba a Filipa                           |         | Pavlov                         | Žďár nad Sázavou | 39614/7-4351                   | v centru obce                                                      | farní kostel           | Pavlov u Radostína nad Oslavou      |
| Sv. Jakuba Staršího                           |         | Bukov                          | Žďár nad Sázavou | 19356/7-3971                   | na návsi                                                           | filiální kostel        | Rožná nad Pernštejnem               |
| Sv. Jakuba Staršího                           |         | Jakubov u Moravských Budějovic | Třebíč           | 30207/7-2663                   | v areálu hřbitova na okraji obce                                   | farní kostel           | Jakubov u Moravských Budějovic      |
| Sv. Jakuba Staršího                           |         | Kněžice                        | Jihlava          | 27766/7-2789                   | Kněžice 139                                                        | farní kostel           | Kněžice u Třebíče                   |
| Sv. Jakuba Staršího                           |         | Stařeč                         | Třebíč           | 45974/7-3055                   | v centru obce                                                      | farní kostel           | Stařeč                              |
| Sv. Jakuba Staršího                           |         | Štoky                          | Havlíčkův Brod   | 25511/6-345                    | Štoky 391                                                          | farní kostel           | Štoky                               |
| Sv. Jakuba Staršího                           |         | Vílanec                        | Jihlava          | 33855/7-5399                   | v areálu hřbitova, nad silnicí I/38                                | farní kostel           | Vílanec                             |
| Sv. Jakuba Většího                            |         | Brtnice                        | Jihlava          | 19001/7-4728                   | Lipartova ulice                                                    | farní kostel           | Brtnice                             |
| Sv. Jakuba Většího                            |         | Dalečín                        | Žďár nad Sázavou | 34359/7-3993                   | nad budovou čp. 1                                                  | farní kostel           | Dalečín                             |
| Sv. Jakuba Většího                            |         | Jihlava                        | Jihlava          | 19125/7-4877                   | Jakubské náměstí 1/1                                               | farní kostel           | u kostela sv. Jakuba, Jihlava       |
| Sv. Jakuba Většího                            |         | Krhov                          | Třebíč           | 17020/7-2814                   | Krhov 23                                                           | farní kostel           | Krhov                               |
| Sv. Jakuba Většího                            |         | Křeč                           | Pelhřimov        | 37159/3-3102                   | u hřbitova na okraji obce                                          | filiální kostel        | Černovice                           |
| Sv. Jakuba Většího                            |         | Osová Bítýška                  | Žďár nad Sázavou | 19855/7-4334                   | v centru obce                                                      | farní kostel           | Osová Bítýška                       |
| Sv. Jakuba                                    |         | Jemnice                        | Třebíč           | 36706/7-2717                   | v areálu hřbitova, v místní části Podolí                           | filiální kostel        | Jemnice                             |
| Sv. Jakuba                                    |         | Kamenice                       | Jihlava          | 17242/7-4925                   | nedaleko centra obce, na kopečku nad silnicí II/351                | farní kostel           | Kamenice u Jihlavy                  |
| Sv. Jakuba                                    |         | Naloučany                      | Třebíč           | 36471/7-2879                   | v centru obce                                                      | filiální kostel        | Náměšť nad Oslavou                  |
| Sv. Jakuba                                    |         | Ostrov nad Oslavou             | Žďár nad Sázavou | 31792/7-4344                   | naproti domu čp. 323                                               | farní kostel           | Ostrov nad Oslavou                  |
| Sv. Jakuba                                    |         | Telč                           | Jihlava          | 46883/7-5249                   | náměstí Jana Kypty                                                 | farní kostel           | Telč                                |
| Sv. Jakuba                                    |         | Velká Losenice                 | Žďár nad Sázavou | 34824/7-4521                   | nedaleko centra obce                                               | farní kostel           | Velká Losenice                      |
| Sv. Jakuba                                    |         | Veselá                         | Pelhřimov        | 36730/3-3333                   | v centru obce                                                      | farní kostel           | Veselá u Kamenice nad Lipou         |
| sv. Jana a Pavla                              |         | Kozlov                         | Jihlava          |                                | v centru obce, u Návesního rybníka                                 | filiální kostel        | Vysoké Studnice                     |
| sv. Jana Křtitele                             |         | Horní Cerekev                  | Pelhřimov        |                                | nedaleko centra obce, v areálu hřbitova                            | filiální kostel        | Horní Cerekev                       |
| Sv. Jana Křtitele                             |         | Jihlava                        | Jihlava          | 31839/7-4879                   | na Jánském kopečku                                                 | filiální kostel        | u kostela sv. Jakuba, Jihlava       |
| Sv. Jana Křtitele                             |         | Lipník                         | Třebíč           | 19289/7-2826                   | u silnice II/401, naproti domu čp. 1                               | farní kostel           | Lipník u Hrotovic                   |
| Sv. Jana Křtitele                             |         | Lukov                          | Třebíč           | 26710/7-2834                   | v centru obce                                                      | farní kostel           | Lukov u Moravských Budějovic        |
| Sv. Jana Křtitele                             |         | Měřín                          | Žďár nad Sázavou | 21265/7-4207                   | nedaleko centra obce, nad silnicí II/349 (Otínská ulice)           | farní kostel           | Měřín                               |
| Sv. Jana Křtitele                             |         | Mladé Bříště                   | Pelhřimov        | 41692/3-3147                   | na okraji obce, v areálu hřbitova                                  | farní kostel           | Mladé Bříště                        |
| Sv. Jana Křtitele                             |         | Náměšť nad Oslavou             | Třebíč           | 27966/7-2900                   | Komenského náměstí                                                 | farní kostel           | Náměšť nad Oslavou                  |
| Sv. Jana Křtitele                             |         | Počátky                        | Pelhřimov        | 34150/3-3239                   | Palackého náměstí 26                                               | farní kostel           | Počátky                             |
| Sv. Jana Křtitele                             |         | Střížov                        | Jihlava          | 22000/7-5237                   | nedaleko centra obce, u ZŠ a MŠ Brtnice, Střížov                   | farní kostel           | Střížov u Jihlavy                   |
| Sv. Jana Křtitele                             |         | Svratka                        | Žďár nad Sázavou | 24502/7-4462                   | na okraji města, v Kostelní ulici v areálu hřbitova                | farní kostel           | Svratka                             |
| Sv. Jana Křtitele                             |         | Urbanov                        | Jihlava          | 19660/7-5370                   | v centru obce, na kopci nad Moravskou Dyjí                         | farní kostel           | Urbanov                             |
| Sv. Jana Křtitele                             |         | Velká Bíteš                    | Žďár nad Sázavou | 22916/7-4513                   | náměstí Osvobození                                                 | farní kostel           | Velká Bíteš                         |
| Sv. Jana Křtitele                             |         | Velká Chyška                   | Pelhřimov        | 21018/3-3326                   | v centru obce                                                      | filiální kostel        | Pacov                               |
| Sv. Jana Nepomuckého                          |         | Krahulčí                       | Jihlava          | 34830/7-4956                   | Krahulčí 31 (nad silnicí I/23 mezi Krahulčím a Telčí)              | filiální kostel        | Telč                                |
| Sv. Jana Nepomuckého                          |         | Litohoř                        | Třebíč           | 41633/7-2829                   | v centru obce, v parku naproti zámku                               | farní kostel           | Litohoř                             |
| Sv. Jana Nepomuckého                          |         | Slavice                        | Třebíč           | 16277/7-3046                   | na návsi                                                           | filiální kostel        | Třebíč-Jejkov                       |
| Sv. Jana Nepomuckého                          |         | Staré Vyklantice               | Pelhřimov        | 16060/3-3345                   | naproti zámku                                                      | filiální kostel        | Lukavec                             |
| Sv. Jana Nepomuckého na Zelené hoře           |         | Žďár nad Sázavou               | Žďár nad Sázavou | 11797/7-4653                   | Zelená hora                                                        | filiální kostel        | Žďár nad Sázavou-II                 |
| Sv. Jiljí                                     |         | Hartvíkovice                   | Třebíč           | 18666/7-2636                   | na okraji obce, v areálu hřbitova, nad VN Dalešice                 | farní kostel           | Hartvíkovice                        |
| Sv. Jiljí                                     |         | Heraltice                      | Třebíč           | 18414/7-2637                   | za OÚ (čp.78) a školou (čp. 80)                                    | farní kostel           | Heraltice                           |
| Sv. Jiljí                                     |         | Moravské Budějovice            | Třebíč           | 54867/7-2851                   | Purcnerova 68 (vedle zámku)                                        | farní kostel           | Moravské Budějovice                 |
| Sv. Jiljí                                     |         | Mrákotín                       | Jihlava          | 23478/7-5001                   | v centru obce                                                      | farní kostel           | Mrákotín                            |
| Sv. Jiljí                                     |         | Střížov                        | Třebíč           |                                | v areálu hřbitova, za domem čp. 1                                  | farní kostel           | Střížov-Číměř                       |
| Sv. Jiří                                      |         | Božejov                        | Pelhřimov        | 36063/3-2944                   | v centru obce                                                      | farní kostel           | Božejov                             |
| Sv. Jiří                                      |         | Řečice                         | Pelhřimov        | 17098/3-3272                   | na kopečku na okraji obce                                          | filiální kostel        | Lipnice nad Sázavou                 |
| Sv. Josefa                                    |         | Mirošov                        | Jihlava          | 32407/7-4998                   | v centru obce                                                      | filiální kostel        | Dušejov                             |
| Sv. Karla Boromejského                        |         | Jihlava                        | Jihlava          | 105714                         | Křížová ulice (součást bývalého kláštera boromejek)                | kaple                  |                                     |
| Sv. Karla Boromejského a bl. Juliány Collalto |         | Brtnice                        | Jihlava          | 17642/7-4727                   | Horní Město (součást bývalého paulánského kláštera)                | filiální kostel        | Brtnice                             |
| Sv. Kateřiny Alexandrijské                    |         | Stříbrné Hory                  | Havlíčkův Brod   | 26321/6-338                    | mimo obec, na žluté turistické značce na Žižkovo Pole              | filiální kostel        | Přibyslav                           |
| Sv. Kateřiny Alexandrijské                    |         | Želetava                       | Třebíč           | 24585/7-3200                   | Hřbitovní 24 (v areálu hřbitova)                                   | kaple                  | Želetava                            |
| Sv. Kateřiny Sienské                          |         | Třešť                          | Jihlava          | 39540/7-5335                   | ulice 5. května                                                    | filiální kostel        | Třešť                               |
| Sv. Kateřiny                                  |         | Herálec                        | Žďár nad Sázavou | 34755/7-4037                   | v areálu hřbitova na okraji obce                                   | farní kostel           | Herálec pod Žákovou horou           |
| Sv. Kateřiny                                  |         | Počátky                        | Jihlava          | 33285/3-3241                   | Lázně Svaté Kateřiny                                               | kaple                  | Počátky                             |
| Sv. Kateřiny                                  |         | Polná                          | Jihlava          | 22768/7-5080                   | Smetanova 1136                                                     | hřbitovní kostel       | Polná                               |
| Sv. Kateřiny                                  |         | Slavíkovice                    | Třebíč           | 27205/7-3051                   | v areálu hřbitova                                                  | filiální kostel        | Kdousov                             |
| Sv. Klimenta                                  |         | Jasenice                       | Třebíč           | 35896/7-2706                   | na kopci v polích nad obcí                                         | filiální kostel        | Jinošov                             |
| Sv. Kříže                                     |         | Sněžné                         | Žďár nad Sázavou | 23819/7-4429                   | naproti domu čp. 43                                                | farní kostel           | Sněžné na Moravě                    |
| Sv. Kříže                                     |         | Velké Meziříčí                 | Žďár nad Sázavou | 45297/7-4549                   | Komenského 123/13                                                  | filiální kostel        | Velké Meziříčí                      |
| Sv. Kunhuty                                   |         | Kostelec                       | Jihlava          | 20578/7-4944                   | nedaleko centra obce, v areálu hřbitova                            | farní kostel           | Kostelec u Jihlavy                  |
| Sv. Kunhuty                                   |         | Nové Město na Moravě           | Žďár nad Sázavou | 40027/7-4262                   | Vratislavovo náměstí 1340                                          | farní kostel           | Nové Město na Moravě                |
| Sv. Linharta                                  |         | Kdousov                        | Třebíč           | 16600/7-2778                   | v centru obce                                                      | farní kostel           | Kdousov                             |
| Sv. Lukáše                                    |         | Myslibořice                    | Třebíč           | 33260/7-2874                   | v centru obce, naproti zámku                                       | farní kostel           | Myslibořice                         |
| Sv. Marka                                     |         | Benetice                       | Třebíč           |                                | v centru obce                                                      | farní kostel           | Benetice                            |
| Sv. Marka                                     |         | Střítež                        | Třebíč           | 17749/7-3060                   | v areálu hřbitova, nad rybníkem Marek                              | filiální kostel        | Třebíč-Jejkov                       |
| Sv. Marka                                     |         | Vícenice u Náměště nad Oslavou | Třebíč           | 26800/7-3190                   | v centru obce                                                      | filiální kostel        | Náměšť nad Oslavou                  |
| Sv. Marka                                     |         | Mostiště                       | Žďár nad Sázavou | 22743/7-4226                   | na vrchu v centru obce, vedle zbytků hradu                         | filiální kostel        | Velké Meziříčí                      |
| Sv. Marka                                     |         | Těchobuz                       | Pelhřimov        | 38583/3-3311                   | vedle obecního úřadu                                               | filiální kostel        | Pacov                               |
| Sv. Markéty                                   |         | Bobrová                        | Žďár nad Sázavou | 30648/7-3939[nedostupný zdroj] | v centru místní části Dolní Bobrová, nad silnicemi II/360 a II/388 | filiální kostel        | Bobrová                             |
| Sv. Markéty                                   |         | Jaroměřice nad Rokytnou        | Třebíč           | 26383/7-2665                   | Helfertova ulice (v bezprostřední blízkosti zámku)                 | farní kostel           | Jaroměřice nad Rokytnou             |
| Sv. Markéty                                   |         | Loukov                         | Havlíčkův Brod   | 29533/6-138                    | v "centru" vesničky, vedle hřbitova                                | filiální kostel        | Lipnice nad Sázavou                 |
| Sv. Markéty                                   |         | Lučice                         | Havlíčkův Brod   | 18003/6-284                    | Lučice 229                                                         | farní kostel           | Lučice                              |
| Sv. Markéty                                   |         | Prosetín                       | Žďár nad Sázavou | 42247/7-4366                   | vedle domu čp. 43                                                  | farní kostel           | Prosetín u Bystřice nad Pernštejnem |
| Sv. Markéty                                   |         | Zhoř                           | Jihlava          | 16167/7-5425                   | v centru obce                                                      | farní kostel           | Zhoř u Jihlavy                      |
| Sv. Martina                                   |         | Biskupice                      | Třebíč           | 21206/7-2530                   | v centru obce                                                      | farní kostel           | Biskupice u Hrotovic                |
| Sv. Martina                                   |         | Budkov                         | Třebíč           | 38893/7-2575                   | na okraji obce, naproti zámku                                      | farní kostel           | Budkov                              |
| Sv. Martina                                   |         | Čáslavice                      | Třebíč           | 34361/7-2588                   | na okraji obce, v areálu hřbitova                                  | farní kostel           | Čáslavice                           |
| Sv. Martina                                   |         | Dolní Město                    | Havlíčkův Brod   | 38058/6-137                    | v místní části Na Čechách                                          | filiální kostel        | Lipnice nad Sázavou                 |
| Sv. Martina                                   |         | Jámy                           | Žďár nad Sázavou |                                | na návsi, u domu čp. 71                                            | farní kostel           | Jámy                                |
| Sv. Martina                                   |         | Kralice nad Oslavou            | Třebíč           | 19274/7-2811                   | U Dvora 102 (u Památníku Bible Kralické)                           | filiální kostel        | Jinošov                             |
| Sv. Martina                                   |         | Onšov                          | Pelhřimov        | 29118/3-3183                   | v areálu hřbitova, nedaleko zámku                                  | filiální kostel        | Košetice                            |
| Sv. Martina                                   |         | Rovečné                        | Žďár nad Sázavou | 13815/7-4391                   | Rovečné 15                                                         | farní kostel           | Rovečné                             |
| Sv. Martina                                   |         | Rovná                          | Pelhřimov        | 14550/3-3268                   | v centru obce                                                      | kaple                  | Červená Řečice                      |
| Sv. Martina                                   |         | Třebíč                         | Třebíč           | 25901/7-3118                   | Martinské náměstí                                                  | farní kostel           | Třebíč – město                      |
| Sv. Martina                                   |         | Třešť                          | Jihlava          | 27676/7-5336                   | Fritzova ulice (nad silnicí II/402)                                | farní kostel           | Třešť                               |
| Sv. Martina                                   |         | Věžná                          | Žďár nad Sázavou | 36812/7-4603                   | Věžná 1                                                            | filiální kostel        | Rožná nad Pernštejnem               |
| Sv. Máří Magdalény                            |         | Červená Řečice                 | Pelhřimov        | 26022/3-2980                   | v centru obce                                                      | farní kostel           | Červená Řečice                      |
| Sv. Máří Magdalény                            |         | Dolní Cerekev                  | Jihlava          | 15537/7-4798                   | v centru obce                                                      | farní kostel           | Dolní Cerekev                       |
| Sv. Máří Magdalény                            |         | Olešná                         | Žďár nad Sázavou | 46993/7-4326                   | naproti domu čp. 59                                                | farní kostel           | Olešná na Moravě                    |
| Sv. Máří Magdalény                            |         | Růžená                         | Jihlava          | 41477/7-5188                   | na okraji obce, na křižovatce silnic od Lovětína a od Čenkova      | farní kostel           | Růžená                              |
| Sv. Máří Magdalény                            |         | Šebkovice                      | Třebíč           | 24269/7-3071                   | na okraji obce, v areálu hřbitova                                  | filiální kostel        | Babice u Lesonice                   |
| Sv. Matouše                                   |         | Fryšava pod Žákovou horou      | Žďár nad Sázavou | 21455/7-4027                   | vedle domu čp. 72                                                  | farní kostel           | Fryšava pod Žákovou horou           |
| Sv. Michaela                                  |         | Pacov                          | Pelhřimov        | 36710/3-3208                   | náměstí Svobody                                                    | farní kostel           | Pacov                               |
| Sv. Michaela                                  |         | Želetava                       | Třebíč           | 45057/7-3199                   | Pražská ulice                                                      | farní ulice            | Želetava                            |
| Sv. Michaela                                  |         | Žižkovo Pole                   | Havlíčkův Brod   | 30385/6-366                    | nedaleko centra obce, u OÚ                                         | filiální kostel        | Přibyslav                           |
| Sv. Mikuláše                                  |         | Častrov                        | Pelhřimov        | 26993/3-2964                   | v centru obce                                                      | farní kostel           | Častrov                             |
| Sv. Mikuláše                                  |         | Dlouhá Ves                     | Havlíčkův Brod   | 32368/6-131                    | v areálu hřbitova, ve střední části obce                           | filiální kostel        | Pohled                              |
| Sv. Mikuláše                                  |         | Heřmanov                       | Žďár nad Sázavou | 21918/7-4062                   | v centru obce                                                      | farní kostel           | Heřmanov u Velké Bíteše             |
| Sv. Mikuláše                                  |         | Humpolec                       | Pelhřimov        | 36119/3-3036                   | Horní náměstí                                                      | děkanský kostel        | Humpolec                            |
| Sv. Mikuláše                                  |         | Lísek                          | Žďár nad Sázavou |                                | u domu čp. 45                                                      | farní kostel           | Lísek u Bystřice nad Pernštejnem    |
| Sv. Mikuláše                                  |         | Smrčná                         | Jihlava          |                                | v areálu hřbitova, v centru obce                                   | filiální kostel        | Branišov – Větrný Jeníkov           |
| Sv. Mikuláše                                  |         | Velké Meziříčí                 | Žďár nad Sázavou | 23024/7-4547                   | Náměstí 116/12                                                     | farní kostel           | Velké Meziříčí                      |
| Sv. Ondřeje                                   |         | Pohled                         | Havlíčkův Brod   | 44741/6-303                    | Zámecká 1                                                          | farní kostel           | Pohled                              |
| Sv. Petra a Pavla                             |         | Batelov                        | Jihlava          | 44980/7-4681                   | náměstí Míru                                                       | farní kostel           | Batelov                             |
| Sv. Petra a Pavla                             |         | Bobrová                        | Žďár nad Sázavou | 21963/7-3938                   | v centru místní části Horní Bobrová                                | farní kostel           | Bobrová                             |
| Sv. Petra a Pavla                             |         | Dalešice                       | Třebíč           | 14473/7-2601                   | v zámeckém areálu                                                  | farní kostel           | Dalešice                            |
| Sv. Petra a Pavla                             |         | Horní Újezd                    | Třebíč           | 38059/7-2643                   | na okraji obce, v areálu hřbitova                                  | farní kostel           | Horní Újezd u Třebíče               |
| Sv. Petra a Pavla                             |         | Jinošov                        | Třebíč           | 36851/7-2772                   | v centru obce                                                      | farní kostel           | Jinošov                             |
| Sv. Petra a Pavla                             |         | Ledeč nad Sázavou              | Havlíčkův Brod   | 15511/6-265                    | Mlýnská 19                                                         | děkanský kostel        | Ledeč nad Sázavou                   |
| Sv. Petra a Pavla                             |         | Nová Říše                      | Jihlava          | 27658/7-5025                   | v areálu premonstrátského kláštera                                 | farní kostel           | Nová Říše                           |
| Sv. Petra a Pavla                             |         | Petrovice                      | Jihlava          | 26994/7-5157                   | na okraji vesničky, v areálu hřbitova                              | filiální kostel        | Luka nad Jihlavou                   |
| Sv. Petra a Pavla                             |         | Rančířov                       | Jihlava          | 29969/7-5173                   | ve střední části obce, v areálu hřbitova                           | farní kostel           | Rančířov u Jihlavy                  |
| Sv. Petra a Pavla                             |         | Rudíkov                        | Třebíč           |                                | naproti čp. 36                                                     | farní kostel           | Rudíkov                             |
| Sv. Petra a Pavla                             |         | Šlapanov                       | Havlíčkův Brod   | 17340/6-343                    | Šlapanov 187                                                       | farní kostel           | Šlapanov                            |
| Sv. Petra a Pavla                             |         | Štěpánov nad Svratkou          | Žďár nad Sázavou |                                | Štěpánov nad Svratkou 44                                           | farní kostel           | Štěpánov nad Svratkou               |
| Sv. Petra a Pavla                             |         | Tasov                          | Žďár nad Sázavou | 21015/7-3083                   | v centru obce, nad křižovatkou silnic II/390 a II/392              | farní kostel           | Tasov                               |
| Sv. Petra a Pavla                             |         | Trnava                         | Třebíč           |                                | mezi domy čp. 47 a 79                                              | farní kostel           | Trnava u Třebíče                    |
| Sv. Petra a Pavla                             |         | Úsobí                          | Havlíčkův Brod   | 10359/6-5652                   | v centru obce                                                      | farní kostel           | Úsobí                               |
| Sv. Petra a Pavla                             |         | Velký Újezd                    | Třebíč           |                                | na okraji obce, v areálu hřbitova                                  | farní kostel           | Velký Újezd u Jemnice               |
| Sv. Petra a Pavla                             |         | Zubří                          | Žďár nad Sázavou |                                | vedle domu čp. 77                                                  | filiální kostel        | Olešná na Moravě                    |
| Sv. Petra a Pavla                             |         | Želiv                          | Pelhřimov        | 20751/3-3362                   | v areálu hřbitova, u premonstrátského kláštera                     | hřbitovní kostel       | Želiv                               |
| Sv. Petra v okovech                           |         | Krahulov                       | Třebíč           | 17879/7-2808                   | naproti domu čp. 37                                                | filiální kostel        | Stařeč                              |
| Sv. Prokopa                                   |         | Domamil                        | Třebíč           | 20395/7-2620                   | v centru obce                                                      | farní kostel           | Domamil                             |
| Sv. Prokopa                                   |         | Žďár nad Sázavou               | Žďár nad Sázavou | 38874/7-4627                   | ulice Tvrz                                                         | farní kostel           | Žďár nad Sázavou-I                  |
| Sv. Rodiny                                    |         | Havlíčkův Brod                 | Havlíčkův Brod   | 35960/6-4                      | ulice P. F. Ledvinky (v areálu augustiniánského kláštera)          |                        | Havlíčkův Brod                      |
| Sv. Stanislava                                |         | Jemnice                        | Třebíč           | 33693/7-2715                   | náměstí Svobody 85                                                 | farní kostel           | Jemnice                             |
| Sv. Šimona a Judy                             |         | Strážek                        | Žďár nad Sázavou | 35879/7-4445                   | Strážek 130                                                        | farní kostel           | Strážek                             |
| Sv. Tomáše Becketa                            |         | Nová Cerekev                   | Pelhřimov        | 33523/3-3161                   | v centru městyse                                                   | farní kostel           | Nová Cerekev                        |
| Sv. Václava                                   |         | Branišov                       | Jihlava          | 26583/7-4715                   | na okraji obce, v areálu hřbitova                                  | filiální kostel        | Branišov – Větrný Jeníkov           |
| Sv. Václava                                   |         | Dlouhá Brtnice                 | Jihlava          | 28428/7-4788                   | na okraji obce, u hřbitova                                         | farní kostel           | Dlouhá Brtnice                      |
| Sv. Václava                                   |         | Dolní Čepí                     | Žďár nad Sázavou | 34716/7-4504                   | na okraji obce, směrem na Horní Čepí                               | filiální kostel        | Nedvědice pod Pernštejnem           |
| Sv. Václava                                   |         | Dukovany                       | Třebíč           | 47221/7-2628                   | na kopci v jižní části obce                                        | farní kostel           | Dukovany                            |
| Sv. Václava                                   |         | Chlum                          | Třebíč           | 33973/7-2659                   | u hřbitova, naproti domu čp. 28                                    | farní kostel           | Chlum u Třebíče                     |
| Sv. Václava                                   |         | Chřenovice                     | Havlíčkův Brod   | 29835/6-229                    | Chřenovice 44                                                      | filiální kostel        | Ledeč nad Sázavou                   |
| Sv. Václava                                   |         | Kostelní Myslová               | Jihlava          | 26699/7-4950                   | v centru obce                                                      | farní kostel           | Kostelní Myslová                    |
| Sv. Václava                                   |         | Krásné                         | Žďár nad Sázavou | 36697/7-4144                   | vedle domu čp. 10                                                  | filiální kostel        | Sněžné na Moravě                    |
| Sv. Václava                                   |         | Křižanov                       | Žďár nad Sázavou | 38051/7-4170                   | Bezručova ulice                                                    | farní kostel           | Křižanov                            |
| Sv. Václava                                   |         | Nové Veselí                    | Žďár nad Sázavou | 14820/7-4298                   | Na Městečku, v centru městyse                                      | farní kostel           | Nové Veselí                         |
| Sv. Václava                                   |         | Předín                         | Třebíč           | 41703/7-2988                   | Předín 28                                                          | farní kostel           | Předín                              |
| Sv. Václava                                   |         | Radešínská Svratka             | Žďár nad Sázavou | 37278/7-4376                   | v centru obce, naproti obecnímu úřadu                              | farní kostel           | Radešínská Svratka                  |
| Sv. Václava                                   |         | Račice                         | Třebíč           | 20950/7-2998                   | naproti domu čp. 10                                                | filiální kostel        | Krhov                               |
| Sv. Václava                                   |         | Stonařov                       | Jihlava          | 33138/7-5223                   | v centru městyse                                                   | farní kostel           | Stonařov                            |
| Sv. Václava                                   |         | Světlá nad Sázavou             | Havlíčkův Brod   | 32082/6-342                    | Pěšinky 157                                                        | děkanský kostel        | Světlá nad Sázavou                  |
| Sv. Václava                                   |         | Zvole                          | Žďár nad Sázavou | 34074/7-4623                   | Zvole 118                                                          | farní kostel           | Zvole nad Pernštejnem               |
| Sv. Václava                                   |         | Žďírec                         | Jihlava          | 46291/7-7105                   | v centru obce                                                      | farní kostel           | Žďírec                              |
| Sv. Vavřince                                  |         | Bohdalov                       | Žďár nad Sázavou | 19594/7-3947                   | v centru obce, naproti domu čp. 44 (fara)                          | farní kostel           | Bohdalov                            |
| Sv. Vavřince                                  |         | Bystřice nad Pernštejnem       | Žďár nad Sázavou | 23638/7-3975                   | Masarykovo náměstí 994                                             | farní kostel           | Bystřice nad Pernštejnem            |
| Sv. Vavřince                                  |         | Červená Lhota                  | Třebíč           | 27044/7-2594                   | naproti domu čp. 26                                                | farní kostel           | Červená Lhota                       |
| Sv. Vavřince                                  |         | Hrotovice                      | Třebíč           | 45244/7-2651                   | Zákostelní ulice                                                   | farní kostel           | Hrotovice                           |
| Sv. Vavřince                                  |         | Krasonice                      | Jihlava          | 33054/7-4964                   | Krasonice 49 (naproti zámku)                                       | farní kostel           | Krasonice                           |
| Sv. Vavřince                                  |         | Rynárec                        | Pelhřimov        | 32771/3-3270                   | Rynárec 25                                                         | farní kostel           | Rynárec                             |
| Sv. Vavřince                                  |         | Vyskytná nad Jihlavou          | Jihlava          | 20448/7-5404                   | v centru obce                                                      | farní kostel           | Vyskytná nad Jihlavou               |
| Sv. Víta                                      |         | Dolní Krupá                    | Havlíčkův Brod   | 19514/6-135                    | v centru obce, u zámku                                             | farní kostel           | Dolní Krupá                         |
| Sv. Víta                                      |         | Havlíčkova Borová              | Havlíčkův Brod   | 25056/6-171                    | v areálu hřbitova na okraji obce, směrem na Vepřovou               | farní kostel           | Havlíčkova Borová                   |
| Sv. Víta                                      |         | Jemnice                        | Třebíč           | 36922/7-2716                   | U Kláštera 619                                                     | filiální kostel        | Jemnice                             |
| Sv. Víta                                      |         | Lipnice nad Sázavou            | Havlíčkův Brod   | 33252/6-280                    | v centru města                                                     | farní kostel           | Lipnice nad Sázavou                 |
| Sv. Víta                                      |         | Pavlov                         | Jihlava          | 20998/7-5061                   | na okraji obce, směrem na Stajiště a Bezděkov                      | farní kostel           | Pavlov u Stonařova                  |
| Sv. Víta                                      |         | Zahrádka                       | Havlíčkův Brod   | 14421/6-361                    | nad VN Švihov                                                      | filiální kostel        | Ledeč nad Sázavou                   |
| Sv. Vojtěcha                                  |         | Bojiště                        | Havlíčkův Brod   |                                | v areálu hřbitova v místní části Malé Bojiště                      | filiální kostel        | Ledeč nad Sázavou                   |
| Sv. Vojtěcha                                  |         | Havlíčkův Brod                 | Havlíčkův Brod   | 22207/6-8                      | Ledečská ulice, v areálu hřbitova                                  | hřbitovní kostel       | Havlíčkův Brod                      |
| Sv. Vojtěcha                                  |         | Studnice                       | Jihlava          | 31130/7-5241                   | nad silnicí II/406 mezi Studnicí a Telčí                           | filiální kostel        | Telč                                |
| Všech svatých                                 |         | Kamenice nad Lipou             | Pelhřimov        | 30212/3-3067                   | Husovo náměstí                                                     | farní kostel           | Kamenice nad Lipou                  |
| Všech svatých                                 |         | Mohelno                        | Třebíč           | 27737/7-2843                   | v centru obce                                                      | farní kostel           | Mohelno                             |
| Všech svatých                                 |         | Stará Říše                     | Jihlava          | 18609/7-5216                   | v centru městyse                                                   | farní kostel           | Stará Říše                          |
| Zjevení Páně                                  |         | Panské Dubenky                 | Jihlava          | 40511/7-5059                   | na okraji obce, u křižovatky silnic II/134 a II/409                | farní kostel           | Panské Dubenky                      |
| Zvěstování Panny Marie                        |         | Horní Cerekev                  | Pelhřimov        | 20755/3-3001                   | náměstí T. G. Masaryka, vedle zámeckého areálu                     | farní kostel           | Horní Cerekev                       |

### Evangelické
| Kostel         | Obrázek | Obec                 | Okres            | Památková ochrana | Lokace                                | Farní sbor                          |
| -------------- | ------- | -------------------- | ---------------- | ----------------- | ------------------------------------- | ----------------------------------- |
| Apoštola Pavla |         | Jihlava              | Jihlava          | 101893            | na křižovatce ulic Dvořákova a Husova | Jihlava                             |
| Evangelický    |         | Horní Krupá          | Havlíčkův Brod   | 45199/6-205       | Horní Krupá 88                        | Horní Krupá                         |
| Evangelický    |         | Horní Vilémovice     | Třebíč           | 102573            | u domu čp. 32                         | Horní Vilémovice                    |
| Evangelický    |         | Humpolec             | Pelhřimov        | 104766            | Husova 144                            | Humpolec                            |
| Evangelický    |         | Jimramov             | Žďár nad Sázavou | 104807            | ulice Hliník                          | Jimramov                            |
| Evangelický    |         | Moraveč              | Pelhřimov        | 46488/3-3156      | v areálu hřbitova                     | Moraveč                             |
| Evangelický    |         | Nové Město na Moravě | Žďár nad Sázavou | 49766/7-8807      | Komenského náměstí 1341               | Nové Město na Moravě                |
| Evangelický    |         | Opatov               | Jihlava          | 50472/7-8911      | v centru obce                         | Opatov                              |
| Evangelický    |         | Prosetín             | Žďár nad Sázavou | 27124/7-4368      | v areálu hřbitova                     | Prosetín u Bystřice nad Pernštejnem |
| Evangelický    |         | Rovečné              | Žďár nad Sázavou | 101697            | v areálu hřbitova                     | Rovečné                             |
| Evangelický    |         | Sázava               | Žďár nad Sázavou | 24178/7-4414      | v areálu hřbitova                     | Sázava                              |
| Evangelický    |         | Sněžné               | Žďár nad Sázavou | 42011/7-4430      | vedle domu čp. 12                     | Sněžné na Moravě                    |
| Evangelický    |         | Střížov              | Jihlava          |                   | mezi domy čp. 2 a 3                   | Jihlava                             |
| Evangelický    |         | Třebíč               | Třebíč           |                   | Husova 584/21                         | Třebíč                              |
| Evangelický    |         | Veselí               | Žďár nad Sázavou | 37303/7-3994      | v areálu hřbitova                     | Veselí                              |
| Sv. Ducha      |         | Telč                 | Jihlava          | 31867/7-5249      | náměstí Zachariáše z Hradce 93        | Telč                                |

### Husitské
| Kostel     | Obrázek | Obec               | Okres          | Památková ochrana | Lokace           | Náboženská obec    |
| ---------- | ------- | ------------------ | -------------- | ----------------- | ---------------- | ------------------ |
| Husův sbor |         | Havlíčkův Brod     | Havlíčkův Brod | 103198            | Dobrovského 2014 | Havlíčkův Brod     |
| Husův sbor |         | Ledeč nad Sázavou  | Havlíčkův Brod | 1000122292        | Koželská 1308    | Ledeč nad Sázavou  |
| Husův sbor |         | Náměšť nad Oslavou | Třebíč         | 11916/7-8750      | Havlíčkova 1055  | Náměšť nad Oslavou |

Kromě těchto sborů využívají jednotlivé náboženské obce Církve československé husitské k modlitbám i další budovy:
- Náboženská obec Havlíčkův Brod – modlitebna Veselý Žďár a penzion Na Výšině
- Náboženská obec Hrotovice – kaple sv. Jana Nepomuckého v Moravských Budějovicích (Tyršova 207) a zámecká kaple v Hrotovicích (náměstí 8. května 1)
- Náboženská obec Humpolec – sbor Jana Želivského (bývalá synagoga; U Vinopalny 492)
- Náboženská obec Chotěboř – modlitebna v budově Trčků z Lípy 64
- Náboženská obec Jihlava – kostel Povýšení sv. Kříže v Jihlavě (Křížová 4758/2a), modlitebna v Počátkách a bývalá synagoga v Třešti (náměstí Svobody 468/10)
- Náboženská obec Třebíč – bývalý Rabínský dům (Tiché náměstí 4/4) a domov pro seniory (Manželů Curieových 603/3) v Třebíči
- Náboženská obec Žďár nad Sázavou – modlitebna v budově Kopečná 226/13

### Toleranční kostelíky a modlitebny
| Kostelík/modlitebna   | Obrázek | Obec          | Okres            | Památková ochrana | Lokace                                                          |
| --------------------- | ------- | ------------- | ---------------- | ----------------- | --------------------------------------------------------------- |
| Toleranční kostelík   |         | Humpolec      | Pelhřimov        | 26867/3-3037      | naproti domu Zichpil 338                                        |
| Toleranční modlitebna |         | Daňkovice     | Žďár nad Sázavou | 37063/7-3995      | v areálu hřbitova, u domu čp. 4                                 |
| Toleranční modlitebna |         | Horní Dubenky | Jihlava          | 36616/7-4829      | naproti statku čp. 13                                           |
| Toleranční modlitebna |         | Krucemburk    | Havlíčkův Brod   |                   | v areálu hřbitova na křižovatce ulic Českobratrská a Koželužská |
| Toleranční modlitebna |         | Strměchy      | Pelhřimov        | 17377/3-3295      | přes silnici II/602, naproti domu čp. 6                         |

### Pravoslavné

#### Ruské pravoslaví
Kromě těchto chrámů využívá ruská pravoslavná církev na území Kraje Vysočina také kapli sv. Kříže v Havlíčkově Brodě a kostel Nejsvětější Trojice ve Žďáře nad Sázavou.
| Kostel                    | Obrázek | Obec    | Okres   | Památková ochrana | Lokace                              | Církevní obec |
| ------------------------- | ------- | ------- | ------- | ----------------- | ----------------------------------- | ------------- |
| Sv. Jáchyma a sv. Anny    |         | Opatov  | Třebíč  |                   | při silnici směrem k rybníku Jinšov | Opatov        |
| Sv. Václava a sv. Ludmily |         | Jihlava | Jihlava | 35656/7-4877      | Masarykovo náměstí 92/4             | Jihlava       |
| Sv. Václava a sv. Ludmily |         | Třebíč  | Třebíč  | 11480/7-8713      | Gorazdovo náměstí 822/2             | Třebíč        |

#### Řecké pravoslaví
| Kostel                                 | Obrázek | Obec           | Okres            | Památková ochrana | Lokace            |
| -------------------------------------- | ------- | -------------- | ---------------- | ----------------- | ----------------- |
| Sv. Cyrila a Metoděje                  |         | Velké Meziříčí | Žďár nad Sázavou |                   | Velké Meziříčí 37 |
| Sv. Jana Šanghajského a Sanfranciského |         | Jezdovice      | Jihlava          |                   | Jezdovice 38      |

### Modlitebny dalších církví na území kraje

#### Apoštolská církev
Apoštolská církev má na území Kraje Vysočina dvojici sborů.
- Sbor Jihlava se sídlem ve Stonařově – modlitebna v domě Benešova 2 v Jihlavě
- Sbor Velké Meziříčí – modlitebna v domě Moráňská 134/2 – pod který spadá dvojice stanic
  - Stanice Velká Bíteš – modlitebna v domě Masarykovo náměstí 5
  - Stanice Třebíč – modlitebna v domě Hasskova 94/18

#### Církev adventistů sedmého dne
Adventisté mají na území kraje tyto sbory/skupiny a modlitebny:
- Sbor Havlíčkův Brod – modlitebna ve sborovém domě Českobratrské církve evangelické na Chotěbořská 2513/1
- Sbor Horní Cerekev – modlitebna v domě Smetanova 384
- Skupina Chotěboř – modlitebna v Římovicích v domě čp. 38
- Sbor Jihlava – modlitebna v domě Mošnova 1
- Sbor Ledeč nad Sázavou – modlitebna v budově Husova sboru na Koželská 1308
- Sbor Moravské Budějovice – modlitebna v domě Funtíčkova 277
- Skupina Nové Město na Moravě – modlitebna v penzionu pro seniory na Žďárská 68
- Skupina Pelhřimov – modlitebna v domě Růžová 82
- Sbor Telč – modlitebna v domě Myslibořská 247
- Sbor Třebíč – modlitebna v domě Jungmannova 16
- Sbor Žďár nad Sázavou – modlitebna v domě Dvorská 34/10

## Rotundy
| Rotunda              | Obrázek | Obec    | Okres  | Památková ochrana | Lokace                       | Farnost |
| -------------------- | ------- | ------- | ------ | ----------------- | ---------------------------- | ------- |
| Sv. Václava          |         | Štěpkov | Třebíč | 35731/7-3080      | mezi domy čp. 25 a 28        | Domamil |
| U kostela sv. Jakuba |         | Jemnice | Třebíč | 36706/7-2717      | u kostela sv. Jakuba Většího | Jemnice |

## Kláštery
| Klášter                    | Obrázek | Obec                    | Okres            | Památková ochrana | Lokace                                                                                               |
| -------------------------- | ------- | ----------------------- | ---------------- | ----------------- | --- |
| Augustiniánský             |         | Havlíčkův Brod          | Havlíčkův Brod   | 35960/6-4         | ulice P. F. Ledvinky, Dobrovského a Štáflova                                                         |
| Benediktinský              |         | Třebíč                  | Třebíč           | 39500/7-3103      | Zámek 1                                                                                              |
| Cisterciácký               |         | Pohled                  | Havlíčkův Brod   | 44741/6-303       | Zámecká 1                                                                                            |
| Cisterciácký               |         | Žďár nad Sázavou        | Žďár nad Sázavou | 26179/7-4647      | Zámek (celý areál má dnes několik čísel popisných)                                                   |
| Dominikánský               |         | Jihlava                 | Jihlava          | 41137/7-4877      | Křížová 112/4                                                                                        |
| Františkánský – zaniklý    |         | Jemnice                 | Třebíč           |                   | u kostela sv. Víta (U Kláštera 119)                                                                  |
| Christianeum               |         | Jimramov                | Žďár nad Sázavou | 22203/7-4102      | náměstí Jana Karafiáta 29                                                                            |
| Jezuitský                  |         | Jihlava                 | Jihlava          | 16995/7-4877      | vyústění Křížové ulice na Masarykovo náměstí (mezi kostely sv. Ignáce z Loyoly a Povýšení sv. Kříže) |
| Jezuitský                  |         | Telč                    | Jihlava          | 23246/7-5249      | náměstí Jana Kypty a část náměstí Zachariáše z Hradce (u zámku)                                      |
| Kapucínský – zaniklý       |         | Jihlava                 | Jihlava          |                   | Komenského a Divadelní ulice (dnešní Horácké divadlo)                                                |
| Kapucínský                 |         | Náměšť nad Oslavou      | Třebíč           | 24130/7-2899      | Zámek 473                                                                                            |
| Kapucínský                 |         | Třebíč                  | Třebíč           | 35539/7-3111      | Otmarova 30/22                                                                                       |
| Klášter boromejek          |         | Jihlava                 | Jihlava          | 105714            | Křížová 118/12                                                                                       |
| Klášter bosých karmelitánů |         | Pacov                   | Pelhřimov        | 16898/3-3186      | náměstí Svobody 1                                                                                    |
| Klášter magdalenitek       |         | Dalešice                | Třebíč           | 14473/7-2601      | Dalešice 58                                                                                          |
| Klášter servitů            |         | Jaroměřice nad Rokytnou | Třebíč           | 45828/7-2684      | Poděbradova 551                                                                                      |
| Minoritský                 |         | Jihlava                 | Jihlava          | 45491/7-4877      | Matky Boží 1034/35                                                                                   |
| Paulánský                  |         | Brtnice                 | Jihlava          | 17642/7-4727      | Horní Město 16                                                                                       |
| Premonstrátský             |         | Nová Říše               | Jihlava          | 27658/7-5025      | U Kláštera 1                                                                                         |
| Premonstrátský             |         | Želiv                   | Pelhřimov        | 14691/3-3358      | Želiv 122                                                                                            |

## Kaple
V této části seznamu jsou uvedeny pouze kaple se známým zasvěcením.
| Kaple                                          | Obrázek | Obec                              | Okres            | Památková ochrana | Lokace                                                                   | Farnost                          |
| ---------------------------------------------- | ------- | --------------------------------- | ---------------- | ----------------- | ------------------------------------------------------------------------ | -------------------------------- |
| Andělů Strážných                               |         | Hlinné                            | Žďár nad Sázavou |                   | naproti domu čp. 7                                                       | Jámy                             |
| Andělů Strážných                               |         | Polnička                          | Žďár nad Sázavou |                   | vedle domu čp. 95                                                        | Žďár nad Sázavou-II              |
| Bolestí Kristových                             |         | Košetice                          | Pelhřimov        | 34413/3-3090      | u domu 5. května 81                                                      | Košetice                         |
| Bolestné Panny Marie                           |         | Pelhřimov                         | Pelhřimov        | 19928/3-2913      | třída Legií 2006 (křižovatka třídy Legií a Nádražní ulice)               | Pelhřimov                        |
| Božího hrobu                                   |         | Havlíčkův Brod                    | Havlíčkův Brod   | 35960/6-4         | ulice P. F. Ledvinky (u kostela sv. Rodiny)                              | Havlíčkův Brod                   |
| Božího milosrdenství                           |         | Štěpkov                           | Třebíč           |                   | na okraji obce, na svahu Kopce                                           | Domamil                          |
| Božího milosrdenství a sv. Faustyny            |         | Kozlov                            | Žďár nad Sázavou |                   | naproti domu čp. 1                                                       | Štěpánov nad Svratkou            |
| Čtrnácti svatých pomocníků                     |         | Březina                           | Pelhřimov        |                   | u zámku                                                                  | Hořepník                         |
| Čtrnácti svatých pomocníků                     |         | Česká Bělá                        | Havlíčkův Brod   |                   | pod vrcholem Šibeničního kopce u města                                   | Česká Bělá                       |
| Ducha Svatého                                  |         | Horní Lhotice                     | Třebíč           |                   | na návsi                                                                 | Jinošov                          |
| Jména Panny Marie                              |         | Brtnička                          | Třebíč           |                   | naproti domu čp. 56                                                      | Opatov na Moravě                 |
| Jména Panny Marie                              |         | Dobrá Voda                        | Třebíč           | 19105/7-2841      | v centru osady                                                           | Kdousov                          |
| Jména Panny Marie                              |         | Matějov                           | Žďár nad Sázavou |                   | na návsi, naproti domu čp. 30                                            | Nové Veselí                      |
| Jména Panny Marie                              |         | Slavíkovice                       | Třebíč           |                   | nad rybníkem U sýpky                                                     | Kdousov                          |
| Jména Panny Marie                              |         | Telč                              | Jihlava          | 18715/7-5250      | Oldřichovo náměstí                                                       | Telč                             |
| Korunování Panny Marie                         |         | Litohošť                          | Pelhřimov        | 20836/3-3133      | v centru obce                                                            | Nová Cerekev                     |
| Nanebevstoupení Páně                           |         | Jihlava                           | Jihlava          | 32881/7-4904      | areál centrálního hřbitova                                               | u kostela Matky Boží, Jihlava    |
| Nanebevzetí Panny Marie                        |         | Bratrušín                         | Žďár nad Sázavou |                   | na návsi                                                                 | Bystřice nad Pernštejnem         |
| Nanebevzetí Panny Marie                        |         | Hrutov                            | Jihlava          |                   | naproti domům čp. 9 a 17                                                 | Kněžice u Třebíče                |
| Nanebevzetí Panny Marie                        |         | Jackov                            | Třebíč           |                   | u hřbitova                                                               | Moravské Budějovice              |
| Nanebevzetí Panny Marie                        |         | Jihlava                           | Jihlava          | 105627            | u domu Telečská 2893/21                                                  | u kostela Matky Boží, Jihlava    |
| Nanebevzetí Panny Marie                        |         | Popice                            | Jihlava          | 34124/7-5067      | v centru obce                                                            | Vílanec                          |
| Nanebevzetí Panny Marie                        |         | Radešín                           | Žďár nad Sázavou |                   | u domu čp. 51                                                            | Bobrová                          |
| Nanebevzetí Panny Marie                        |         | Salavice                          | Jihlava          | 31581/7-5201      | na návsi                                                                 | Kostelec u Jihlavy               |
| Nanebevzetí Panny Marie                        |         | Dukovany                          | Třebíč           |                   | v zaniklé obci Skryje                                                    | Rouchovany                       |
| Nanebevzetí Panny Marie                        |         | Stropešín                         | Třebíč           |                   | na návsi, vedle OÚ (čp. 3)                                               | Dalešice                         |
| Nanebevzetí Panny Marie                        |         | Šemíkovice                        | Třebíč           |                   | mezi domy čp. 13 a 53                                                    | Rouchovany                       |
| Nanebevzetí Panny Marie                        |         | Uhřínovice                        | Jihlava          |                   | na návsi                                                                 | Brtnice                          |
| Narození Panny Marie                           |         | Dukovany                          | Třebíč           |                   | v zaniklé obci Heřmanice                                                 | Rouchovany                       |
| Narození Panny Marie                           |         | Chroustov                         | Třebíč           |                   | naproti domu čp. 9                                                       | Valeč u Hrotovic                 |
| Narození Panny Marie                           |         | Kosov                             | Jihlava          |                   | na návsi                                                                 | u kostela sv. Jakuba, Jihlava    |
| Narození Panny Marie                           |         | Kochánov                          | Havlíčkův Brod   |                   | Kochánov 19                                                              | Štoky                            |
| Narození Panny Marie                           |         | Radonín                           | Žďár nad Sázavou |                   | na návsi                                                                 | Žďár nad Sázavou-I               |
| Narození Panny Marie                           |         | Sklené                            | Žďár nad Sázavou |                   | u domu čp. 54                                                            | Fryšava pod Žákovou horou        |
| Narození Panny Marie Humberské                 |         | Krasonice                         | Jihlava          | 40934/7-4965      | na vrchu Humberk, nad silnicí II/410 směrem na Želetavu                  | Krasonice                        |
| Navštívení Panny Marie                         |         | Kotlasy                           | Žďár nad Sázavou |                   | na návsi, vedle autobusové zastávky                                      | Nové Veselí                      |
| Navštívení Panny Marie                         |         | Počítky                           | Žďár nad Sázavou |                   | vedle domu čp. 39                                                        | Žďár nad Sázavou-I               |
| Navštívení Panny Marie                         |         | Zdeňkov                           | Jihlava          | 14567/7-5423      | v centru obce                                                            | Krasonice                        |
| Nejsvětější Trojice                            |         | Česká Mez                         | Žďár nad Sázavou |                   | naproti domu čp. 13                                                      | Žďár nad Sázavou-II              |
| Nejsvětější Trojice                            |         | Dukovany                          | Třebíč           | 23771/7-2629      | naproti domu čp. 134                                                     | Dukovany                         |
| Nejsvětější Trojice                            |         | Chlumek                           | Žďár nad Sázavou | 22587/7-4073      | na křižovatce ulic, naproti domu čp. 24                                  | Měřín                            |
| Nejsvětější Trojice                            |         | Pístov                            | Jihlava          | 45207/7-5065      | v centru obce, při Telečské ulici                                        | Rančířov u Jihlavy               |
| Nejsvětější Trojice                            |         | Přeckov                           | Třebíč           | 25109/7-2982      | v centru obce                                                            | Rudíkov                          |
| Nejsvětější Trojice                            |         | Pucov                             | Třebíč           |                   | u autobusové zastávky Pucov                                              | Jinošov                          |
| Nejsvětější Trojice                            |         | Radonín                           | Třebíč           |                   | naproti domu čp. 40                                                      | Přibyslavice                     |
| Nejsvětější Trojice                            |         | Studénky                          | Jihlava          | 46736/7-5159      | na návsi                                                                 | u kostela sv. Jakuba, Jihlava    |
| Nejsvětější Trojice                            |         | Suchá                             | Jihlava          | 29857/7-7107      | v centru obce                                                            | Stonařov                         |
| Nejsvětější Trojice                            |         | Švařec                            | Žďár nad Sázavou | 34473/7-4139      | na okraji NPP Švařec, nad silnicí na Brťoví                              | Štěpánov nad Svratkou            |
| Nejsvětější Trojice                            |         | Žďár nad Sázavou                  | Žďár nad Sázavou | 46611/7-4630      | v areálu hřbitova na Horní ulici                                         | Žďár nad Sázavou-I               |
| Nejsvětějšího Srdce Ježíšova                   |         | Hluboké                           | Třebíč           |                   | v centru obce                                                            | Jinošov                          |
| Nejsvětějšího Srdce Páně                       |         | Číměř                             | Třebíč           |                   | naproti domu čp. 27                                                      | Střížov-Číměř                    |
| Nejsvětějšího Srdce Páně                       |         | Olšany                            | Jihlava          | 17622/7-5047      | v centru obce                                                            | Stará Říše                       |
| Nejsvětějšího Srdce Páně                       |         | Rovné                             | Žďár nad Sázavou |                   | naproti domu čp. 29                                                      | Rozsochy                         |
| Nejsvětějšího Srdce Páně                       |         | Sokolí                            | Třebíč           |                   | naproti domu čp. 43                                                      | Třebíč-zámek                     |
| Neposkvrněného početí Panny Marie              |         | Vlčatín                           | Třebíč           |                   | v centru obce                                                            | Rudíkov                          |
| Panny Marie                                    |         | Antonínův Důl                     | Jihlava          |                   | na okraji lesíka, mezi silnicí I/38 a Logistickým centrem Jihlava        | Střítež – expozitura             |
| Panny Marie                                    |         | Arneštovice                       | Pelhřimov        | 21283/3-2938      | v centru obce                                                            | Hořepník                         |
| Panny Marie                                    |         | Babice                            | Třebíč           |                   | na okraji obce, nad silnicí na Lesonice                                  | Babice u Lesonice                |
| Panny Marie                                    |         | Blatnice                          | Třebíč           | 20761/7-2536      | v centru obce, u obecního rybníka                                        | Jaroměřice nad Rokytnou          |
| Panny Marie                                    |         | Číchov                            | Třebíč           |                   | naproti domu čp. 10                                                      | Přibyslavice                     |
| Panny Marie                                    |         | Dešov                             | Třebíč           | 23075/7-2612      | v centru obce                                                            | Velký Újezd u Jemnice            |
| Panny Marie                                    |         | Dobrá Voda                        | Třebíč           |                   | tzv. vodní kaple, pod schody u domu čp. 28                               | Kdousov                          |
| Panny Marie                                    |         | Dolní Libochová                   | Žďár nad Sázavou | 25527/7-4007      | naproti domu čp. 28                                                      | Strážek                          |
| Panny Marie                                    |         | Helenín                           | Jihlava          |                   | v lese nad Hálkovou ulicí                                                | u kostela sv. Jakuba, Jihlava    |
| Panny Marie                                    |         | Horní Rožínka                     | Žďár nad Sázavou | 29853/7-4070      | naproti domu čp. 3                                                       | Zvole nad Pernštejnem            |
| Panny Marie                                    |         | Jinošov                           | Třebíč           |                   | v lesíku nad tenisovými kurty a za domem čp. 87                          | Jinošov                          |
| Panny Marie                                    |         | Kostelec                          | Jihlava          | 30174/7-4948      | za obcí u silnice II/406 směrem na Jihlavu                               | Kostelec u Jihlavy               |
| Panny Marie                                    |         | Kracovice                         | Třebíč           |                   | na návsi                                                                 | Stařeč                           |
| Panny Marie                                    |         | Krokočín                          | Třebíč           |                   | naproti domu čp. 24                                                      | Jinošov                          |
| Panny Marie                                    |         | Lukavec                           | Pelhřimov        | 28371/3-3136      | na okraji obce, v areálu hřbitova                                        | Lukavec                          |
| Panny Marie                                    |         | Markvartice                       | Jihlava          | 33999/7-4991      | v centru obce                                                            | Stará Říše                       |
| Panny Marie                                    |         | Mastník                           | Třebíč           |                   | před domem čp. 23                                                        | Stařeč                           |
| Panny Marie                                    |         | Rosice                            | Jihlava          | 36369/7-4778      | na návsi                                                                 | Rančířov u Jihlavy               |
| Panny Marie                                    |         | Řípov                             | Třebíč           | 14688/7-3175      | u domu čp. 34                                                            | Třebíč – město                   |
| Panny Marie                                    |         | Sedlatice                         | Jihlava          | 45758/7-5207      | na návsi                                                                 | Stará Říše                       |
| Panny Marie                                    |         | Vojtěchov                         | Žďár nad Sázavou |                   | u domu čp. 32                                                            | Lísek u Bystřice nad Pernštejnem |
| Panny Marie                                    |         | Želiv                             | Pelhřimov        | 45039/3-3363      | v lese v místní části Vošťávek, nad silnicí II/129                       | Želiv                            |
| Panny Marie Bolestné                           |         | Březí nad Oslavou                 | Žďár nad Sázavou |                   | na návsi                                                                 | Nové Veselí                      |
| Panny Marie Bolestné                           |         | Najdek                            | Žďár nad Sázavou |                   | vedle domu čp. 148                                                       | Žďár nad Sázavou-I               |
| Panny Marie Bolestné                           |         | Plešice                           | Třebíč           |                   | na návsi                                                                 | Valeč u Hrotovic                 |
| Panny Marie Bolestné                           |         | Pokojov                           | Žďár nad Sázavou |                   | na návsi                                                                 | Bohdalov                         |
| Panny Marie Bolestné                           |         | Rácov                             | Jihlava          | 25736/7-5165      | na návsi                                                                 | Batelov                          |
| Panny Marie Bolestné                           |         | Slavětice                         | Třebíč           |                   | Slavětice 71                                                             | Dalešice                         |
| Panny Marie Bolestné                           |         | Vatín                             | Žďár nad Sázavou |                   | naproti domu čp. 4                                                       | Obyčtov                          |
| Panny Marie Bolestné                           |         | Velké Janovice                    | Žďár nad Sázavou |                   | vedle domu čp. 44                                                        | Dalečín                          |
| Panny Marie Karmelské                          |         | Vysoké                            | Žďár nad Sázavou | 21660/7-4195      | na návsi                                                                 | Žďár nad Sázavou-I               |
| Panny Marie Karmelské                          |         | Zašovice                          | Třebíč           | 37311/7-3195      | u silnice II/405, naproti OÚ                                             | Heraltice                        |
| Panny Marie Královny                           |         | Jestřebí                          | Jihlava          |                   | na návsi                                                                 | Kněžice u Třebíče                |
| Panny Marie Královny                           |         | Lovčovice                         | Třebíč           | 41676/7-2833      | na návsi                                                                 | Dešná u Dačic                    |
| Panny Marie Královny                           |         | Újezd                             | Žďár nad Sázavou |                   | Újezd ev. č. 4 (na návsi)                                                | Nové Veselí                      |
| Panny Marie Lourdské                           |         | Dyjice                            | Jihlava          |                   | na návsi                                                                 | Telč                             |
| Panny Marie Lurdské                            |         | Bohdalec                          | Žďár nad Sázavou |                   | naproti domu čp. 50                                                      | Bobrová                          |
| Panny Marie Lurdské                            |         | Josefov                           | Žďár nad Sázavou |                   | u autobusové zastávky Rožná, Josefov                                     | Rožná nad Pernštejnem            |
| Panny Marie Lurdské                            |         | Řípov                             | Třebíč           | 14688/7-3175      | naproti domu čp. 1                                                       | Třebíč-město                     |
| Panny Marie Pomocné                            |         | Brtnice                           | Jihlava          | 41834/7-4729      | Na Kapli 186                                                             | Brtnice                          |
| Panny Marie Pomocnice a Čtrnácti sv. pomocníků |         | Luka nad Jihlavou                 | Jihlava          |                   | v zámeckém parku                                                         | Luka nad Jihlavou                |
| Panny Marie Růžencové                          |         | Dolní Smrčné                      | Jihlava          | 30030/7-4806      | v centru obce                                                            | Brtnice                          |
| Panny Marie Růžencové                          |         | Domanín                           | Žďár nad Sázavou |                   | u autobusové zastávky Domanín, Jednota                                   | Bystřice nad Pernštejnem         |
| Panny Marie Růžencové                          |         | Kyjov                             | Žďár nad Sázavou |                   | u domu čp. 12                                                            | Bohdalov                         |
| Panny Marie Růžencové                          |         | Podolí                            | Žďár nad Sázavou |                   | mezi domy čp. 18, 23 a 25                                                | Bobrová                          |
| Panny Marie Růžencové                          |         | Vrtěžíř                           | Žďár nad Sázavou |                   | naproti domu čp. 12                                                      | Štěpánov nad Svratkou            |
| Panny Marie Sedmibolestné                      |         | Pozďátky                          | Třebíč           |                   | v osadě Dobrá Voda                                                       | Střížov-Číměř                    |
| Panny Marie Sedmibolestné                      |         | Velké Meziříčí                    | Žďár nad Sázavou | 19752/7-4591      | Vrchovecká ulice                                                         | Velké Meziříčí                   |
| Panny Marie Sněžné                             |         | Budeč                             | Žďár nad Sázavou |                   | Budeč 75                                                                 | Nové Veselí                      |
| Panny Marie Sněžné                             |         | Měřín                             | Žďár nad Sázavou | 23381/7-4208      | Náměstí, u silnice II/602                                                | Měřín                            |
| Povýšení sv. Kříže                             |         | Chotěboř                          | Havlíčkův Brod   | 41268/6-220       | v parku mezi ulicemi Havlíčkova a Krále Jana                             | Chotěboř                         |
| Povýšení sv. Kříže                             |         | Křídla                            | Žďár nad Sázavou | 45417/7-4260      | naproti domu čp. 35                                                      | Olešná na Moravě                 |
| Povýšení sv. Kříže                             |         | Lovětín                           | Jihlava          | 31068/7-4977      | v centru obce                                                            | Růžená                           |
| Povýšení sv. Kříže                             |         | Nyklovice                         | Žďár nad Sázavou |                   | Nyklovice 78                                                             | Sulkovec                         |
| Povýšení sv. Kříže                             |         | Třebíč                            | Třebíč           |                   | naproti domu Táborská 14                                                 | Třebíč-zámek                     |
| Srdce Panny Marie                              |         | Smrk                              | Třebíč           |                   | na návsi                                                                 | Vladislav                        |
| Sv. Anny                                       |         | Bochovice                         | Třebíč           |                   | u domu čp. 9                                                             | Benetice                         |
| Sv. Anny                                       |         | Božejov                           | Pelhřimov        | 39365/3-2945      | v areálu hřbitova, pod lyžařským vlekem                                  | Božejov                          |
| Sv. Anny                                       |         | Bystřice nad Pernštejnem          | Žďár nad Sázavou | 28018/7-3984      | Novoměstská ulice, u kruhové křižovatky s ulicemi K Domanínku a Hornická | Bystřice nad Pernštejnem         |
| Sv. Anny                                       |         | Hamry nad Sázavou                 | Žďár nad Sázavou |                   | nad řekou Sázavou, naproti domu čp. 2                                    | Žďár nad Sázavou-I               |
| Sv. Anny                                       |         | Chotěboř                          | Havlíčkův Brod   | 103867            | na kopci u zahrádkářské osady a lyžařského vleku                         | Chotěboř                         |
| Sv. Anny                                       |         | Jemnice                           | Třebíč           | 104646            | U Kláštera 619 (vedle kostela sv. Víta)                                  | Jemnice                          |
| Sv. Anny                                       |         | Kamenice                          | Jihlava          | 30958/7-4926      | Kamenice 29                                                              | Kamenice u Jihlavy               |
| Sv. Anny                                       |         | Mělkovice                         | Žďár nad Sázavou |                   | vedle domu čp. 579                                                       | Žďár nad Sázavou-I               |
| Sv. Anny                                       |         | Moravské Budějovice               | Třebíč           | 41155/7-2853      | Peroutka 674                                                             | Moravské Budějovice              |
| Sv. Anny                                       |         | Naloučany                         | Třebíč           |                   | při silnici na Pucov                                                     | Náměšť nad Oslavou               |
| Sv. Anny                                       |         | Náměšť nad Oslavou                | Třebíč           | 20870/7-2905      | Žerotínova 50                                                            | Náměšť nad Oslavou               |
| Sv. Anny                                       |         | Nová Ves u Nového Města na Moravě | Žďár nad Sázavou |                   | naproti domu čp. 104                                                     | Radešínská Svratka               |
| Sv. Anny                                       |         | Opatov                            | Třebíč           |                   | na okraji obce, u silnice na Jinšov                                      | Opatov na Moravě                 |
| Sv. Anny                                       |         | Pacov                             | Pelhřimov        | 45470/3-3211      | u domu U Sv. Anny 149                                                    | Pacov                            |
| Sv. Anny                                       |         | Pelhřimov                         | Pelhřimov        | 104322            | v lese na kopci, nad silnicí I/34                                        | Pelhřimov                        |
| Sv. Anny                                       |         | Pivonice                          | Žďár nad Sázavou | 25938/7-4192      | u domu čp. 33                                                            | Bystřice nad Pernštejnem         |
| Sv. Anny                                       |         | Pohled                            | Havlíčkův Brod   | 20627/6-306       | Svatá Anna 255, v areálu poutního místa                                  | Pohled                           |
| Sv. Anny                                       |         | Rudolec                           | Žďár nad Sázavou |                   | Rudolec 34, u silnice II/353                                             | Bohdalov                         |
| Sv. Anny                                       |         | Sedlec                            | Třebíč           |                   | u domu čp. 53                                                            | Hartvíkovice                     |
| Sv. Anny                                       |         | Velké Meziříčí                    | Žďár nad Sázavou | 39694/7-4586      | křižovatka ulic Pod Strání a K Novému nádraží                            | Velké Meziříčí                   |
| Sv. Anny                                       |         | Velké Meziříčí                    | Žďár nad Sázavou | 26246/7-4585      | v lese nad dálnicí D1, nedaleko osady Loupežník                          | Velké Meziříčí                   |
| Sv. Anny                                       |         | Velký Beranov                     | Jihlava          | 33560/7-5383      | naproti domu čp. 70                                                      | Luka nad Jihlavou                |
| Sv. Anny                                       |         | Vídeň                             | Žďár nad Sázavou | 36720/7-4606      | u domu čp. 41                                                            | Velké Meziříčí                   |
| Sv. Anny                                       |         | Vyklantice                        | Pelhřimov        | 47068/3-3346      | v areálu hřbitova při silnici na Petrovsko                               | Lukavec                          |
| Sv. Anny a sv. Floriána                        |         | Radkov                            | Žďár nad Sázavou |                   | Radkov 83                                                                | Moravec                          |
| Sv. Antonína                                   |         | Okřešice                          | Třebíč           |                   | naproti domu čp. 8                                                       | Červená Lhota                    |
| Sv. Antonína                                   |         | Udeřice                           | Třebíč           |                   | naproti domu čp. 17                                                      | Krhov                            |
| Sv. Antonína                                   |         | Želiv                             | Pelhřimov        | 40238/3-3364      | naproti ZŠ Želiv, u silnice na Brtnou                                    | Želiv                            |
| Sv. Antonína Paduánského                       |         | Černá                             | Žďár nad Sázavou |                   | v centru obce                                                            | Měřín                            |
| Sv. Antonína Paduánského                       |         | Koroužné                          | Žďár nad Sázavou |                   | u domů čp. 2 a 19                                                        | Štěpánov nad Svratkou            |
| Sv. Antonína Paduánského                       |         | Popovice                          | Třebíč           | 37885/7-2976      | Popovická 797                                                            | Jaroměřice nad Rokytnou          |
| Sv. Antonína Paduánského                       |         | Ronov                             | Žďár nad Sázavou | 30660/7-4332      | u domů čp. 19 a 20                                                       | Osová Bítýška                    |
| Sv. Antonína Paduánského                       |         | Stržanov                          | Žďár nad Sázavou |                   | Stržanov 102                                                             | Žďár nad Sázavou-II              |
| Sv. Antonína Paduánského                       |         | Třeštice                          | Jihlava          |                   | v centru obce, naproti OÚ (čp. 19)                                       | Růžená                           |
| Sv. Antonína Paduánského                       |         | Úhrov                             | Havlíčkův Brod   | 44842/6-240       | v parku u místní části Na Sklepích                                       | Vilémov u Golčova Jeníkova       |
| Sv. Antonína Paduánského                       |         | Věchnov                           | Žďár nad Sázavou |                   | vedle domu čp. 15                                                        | Bystřice nad Pernštejnem         |
| Sv. Antonína Paduánského na Rounku             |         | Vyskytná nad Jihlavou             | Jihlava          | 36366/7-5407      | na kopci v lesích mezi Ježenou a Rounkem                                 | Vyskytná nad Jihlavou            |
| Sv. Barbory                                    |         | Jemnice                           | Třebíč           | 23766/7-2759      | naproti domu Polická 177                                                 | Jemnice                          |
| Sv. Barbory                                    |         | Křižanov                          | Žďár nad Sázavou |                   | v ulici Zámek, vedle zámeckého areálu                                    | Křižanov                         |
| Sv. Barbory                                    |         | Žďár nad Sázavou                  | Žďár nad Sázavou | 86168/7-4628      | naproti domu Radniční 283/1 a kostelu sv. Prokopa                        | Žďár nad Sázavou-I               |
| Sv. Bartoloměje                                |         | Příštpo                           | Třebíč           |                   | naproti domu čp. 12                                                      | Jaroměřice nad Rokytnou          |
| Sv. Benedikta                                  |         | Svatoslav                         | Třebíč           |                   | na návsi                                                                 | Benetice                         |
| Sv. Benedikta a sv. Scholastiky                |         | Lískovec                          | Žďár nad Sázavou |                   | naproti domu čp. 27                                                      | Štěpánov nad Svratkou            |
| Sv. Cyrila a Metoděje                          |         | Albrechtice                       | Žďár nad Sázavou |                   | na návsi                                                                 | Rozsochy                         |
| Sv. Cyrila a Metoděje                          |         | Blažkov                           | Žďár nad Sázavou |                   | mezi domy čp. 16 a 40                                                    | Zvole nad Pernštejnem            |
| Sv. Cyrila a Metoděje                          |         | Bohuňov                           | Žďár nad Sázavou |                   | na návsi                                                                 | Lísek u Bystřice nad Pernštejnem |
| Sv. Cyrila a Metoděje                          |         | Bohušice                          | Třebíč           |                   | v centru obce                                                            | Jaroměřice nad Rokytnou          |
| Sv. Cyrila a Metoděje                          |         | Boňov                             | Třebíč           | 12448/7-2539      | na návsi                                                                 | Jaroměřice nad Rokytnou          |
| Sv. Cyrila a Metoděje                          |         | Dolní Vilímeč                     | Jihlava          | 36038/7-4808      | na návsi                                                                 | Nová Říše                        |
| Sv. Cyrila a Metoděje                          |         | Dukovany                          | Třebíč           |                   | v zaniklé obci Lipňany                                                   | Rouchovany                       |
| Sv. Cyrila a Metoděje                          |         | Hodíškov                          | Žďár nad Sázavou |                   | na návsi                                                                 | Obyčtov                          |
| Sv. Cyrila a Metoděje                          |         | Chlístov                          | Třebíč           |                   | Chlístov 20                                                              | Rokytnice nad Rokytnou           |
| Sv. Cyrila a Metoděje                          |         | Chroustov                         | Žďár nad Sázavou |                   | vedle domu čp. 69                                                        | Bohdalov                         |
| Sv. Cyrila a Metoděje                          |         | Kochánov                          | Žďár nad Sázavou |                   | naproti domu čp. 30                                                      | Netín                            |
| Sv. Cyrila a Metoděje                          |         | Kožichovice                       | Třebíč           |                   | v centru obce                                                            | Třebíč-Jejkov                    |
| Sv. Cyrila a Metoděje                          |         | Kožichovice                       | Třebíč           |                   | Kožichovice 125 (v areálu hřbitova)                                      | Třebíč-Jejkov                    |
| Sv. Cyrila a Metoděje                          |         | Krátká                            | Žďár nad Sázavou |                   | naproti domu čp. 27                                                      | Sněžné na Moravě                 |
| Sv. Cyrila a Metoděje                          |         | Lesoňovice                        | Žďár nad Sázavou |                   | naproti domu čp. 26, u silnice I/19                                      | Bystřice nad Pernštejnem         |
| Sv. Cyrila a Metoděje                          |         | Litovany                          | Třebíč           |                   | naproti domu čp. 7                                                       | Biskupice u Hrotovic             |
| Sv. Cyrila a Metoděje                          |         | Meziboří                          | Žďár nad Sázavou |                   | naproti domu čp. 14                                                      | Strážek                          |
| Sv. Cyrila a Metoděje                          |         | Ptáčov                            | Třebíč           |                   | na návsi                                                                 | Trnava u Třebíče                 |
| Sv. Cyrila a Metoděje                          |         | Ratibořice                        | Třebíč           |                   | u domu čp. 40                                                            | Jaroměřice nad Rokytnou          |
| Sv. Cyrila a Metoděje                          |         | Švábov                            | Jihlava          |                   | na návsi                                                                 | Batelov                          |
| Sv. Cyrila a Metoděje                          |         | Třebenice                         | Třebíč           | 15424/7-3101      | u domu čp. 47                                                            | Valeč u Hrotovic                 |
| Sv. Cyrila a Metoděje                          |         | Velké Meziříčí                    | Žďár nad Sázavou | 38085/7-4589      | u autobusové zastávky Velké Meziříčí, u kaple na silnici na Uhřínov      | Velké Meziříčí                   |
| Sv. Cyrila a Metoděje                          |         | Výčapy                            | Třebíč           |                   | naproti domu čp. 20                                                      | Horní Újezd u Třebíče            |
| Sv. Dominika                                   |         | Hrotovice                         | Třebíč           |                   | na okraji lesa při zelené turistické značce na Mstěnice                  | Hrotovice                        |
| Sv. Floriána                                   |         | Brtnice                           | Jihlava          | 20004/7-4763      | v areálu hřbitova v Hřbitovní ulici                                      | Brtnice                          |
| Sv. Floriána                                   |         | Čížov                             | Jihlava          |                   | na návsi, naproti domu čp. 21                                            | Rančířov u Jihlavy               |
| Sv. Floriána                                   |         | Dolní Vilémovice                  | Třebíč           |                   | naproti základní škole (čp. 42)                                          | Valeč u Hrotovic                 |
| Sv. Floriána                                   |         | Jiratice                          | Třebíč           |                   | vedle domu čp. 104                                                       | Kdousov                          |
| Sv. Floriána                                   |         | Mladoňovice                       | Třebíč           |                   | vedle domu čp. 12                                                        | Kdousov                          |
| Sv. Floriána                                   |         | Nadějov                           | Jihlava          | 18072/7-5020      | na návsi, vedle OÚ                                                       | Zhoř u Jihlavy                   |
| Sv. Floriána                                   |         | Olešná                            | Havlíčkův Brod   | 22193/6-331       | na návsi, v areálu s budovou vodojemu                                    | Skuhrov u Havlíčkova Brodu       |
| Sv. Floriána                                   |         | Pelhřimov                         | Pelhřimov        | 37911/3-2919      | při cestě od ulice Menhartova k rybníku Stráž                            | Pelhřimov                        |
| Sv. Floriána                                   |         | Rokytnice nad Rokytnou            | Třebíč           |                   | naproti domu čp. 145                                                     | Rokytnice nad Rokytnou           |
| Sv. Floriána                                   |         | Stonařov                          | Jihlava          |                   | u domu čp. 15                                                            | Stonařov                         |
| Sv. Floriána                                   |         | Třebelovice                       | Třebíč           | 44868/7-3093      | mezi domy čp. 112 a 115                                                  | Velký Újezd u Jemnice            |
| Sv. Floriána                                   |         | Zborná                            | Jihlava          |                   | mezi domy čp. 2 a 8                                                      | u kostela sv. Jakuba, Jihlava    |
| Sv. Františka Serafínského                     |         | Mrákotín                          | Jihlava          | 17904/7-5003      | v areálu hřbitova                                                        | Mrákotín                         |
| Sv. Františka z Assisi                         |         | Čáslavice                         | Třebíč           | 78800/7-2591      | pod zámkem Sádek                                                         | Čáslavice                        |
| Sv. Františka z Assisi                         |         | Lesůňky                           | Třebíč           |                   | mezi domy čp. 17 a 35                                                    | Jaroměřice nad Rokytnou          |
| Sv. Františka z Assisi                         |         | Louka                             | Třebíč           |                   | na návsi                                                                 | Jemnice                          |
| Sv. Františka z Assisi                         |         | Ujčov                             | Žďár nad Sázavou |                   | vedle domu čp. 97                                                        | Štěpánov nad Svratkou            |
| Sv. Haštala                                    |         | Želiv                             | Pelhřimov        | 16990/3-3373      | na okraji osady Haštal                                                   | Želiv                            |
| Sv. Jáchyma a sv. Anny                         |         | Borovnice                         | Žďár nad Sázavou |                   | vedle domů čp. 45 a 46                                                   | Jimramov                         |
| Sv. Jakuba                                     |         | Ježená                            | Jihlava          |                   | vedle domu čp. 25                                                        | Vyskytná nad Jihlavou            |
| Sv. Jakuba Staršího                            |         | Panenská                          | Třebíč           | 31808/7-2963      | v lesíku na okraji obce                                                  | Staré Hobzí                      |
| Sv. Jana                                       |         | Svatava                           | Pelhřimov        |                   | Svatava 73                                                               | Černovice                        |
| Sv. Jana a sv. Pavla                           |         | Budkov                            | Třebíč           | 38893/7-2575      | u kostela sv. Martina                                                    | Budkov                           |
| Sv. Jana a sv. Pavla                           |         | Oponešice                         | Třebíč           | 31298/7-2950      | u domu čp. 62                                                            | Budkov                           |
| Sv. Jana Křtitele                              |         | Bratřice                          | Pelhřimov        | 18986/3-2953      | na návsi                                                                 | Velká Chyška                     |
| Sv. Jana Křtitele                              |         | Křemešník                         | Pelhřimov        | 28816/3-3277      | pod Křemešníkem u Zázračné studánky                                      | Pelhřimov                        |
| Sv. Jana Křtitele                              |         | Menhartice                        | Třebíč           |                   | u silnice II/410, naproti domu čp. 3                                     | Jemnice                          |
| Sv. Jana Křtitele                              |         | Nová Říše                         | Jihlava          | 46953/7-5032      | v lese, nad silnicí na Krasonice                                         | Nová Říše                        |
| Sv. Jana Nepomuckého                           |         | Bačice                            | Třebíč           |                   | naproti domu čp. 8                                                       | Krhov                            |
| Sv. Jana Nepomuckého                           |         | Blízkov                           | Žďár nad Sázavou | 22981/7-3937      | na návsi u Horního rybníka, vedle kaple sv. Václava                      | Měřín                            |
| Sv. Jana Nepomuckého                           |         | Dukovany                          | Třebíč           | 37966/7-2633      | naproti domům čp. 53 a 107                                               | Dukovany                         |
| Sv. Jana Nepomuckého                           |         | Dvorce                            | Jihlava          | 16044/7-4773      | na návsi                                                                 | Kostelec u Jihlavy               |
| Sv. Jana Nepomuckého                           |         | Hlávkov                           | Jihlava          | 36931/7-4821      | při polní cestě na chatovou osadu u Trojanského rybníka                  | Vyskytná nad Jihlavou            |
| Sv. Jana Nepomuckého                           |         | Kámen                             | Havlíčkův Brod   | 39131/6-234       | u domu čp. 55                                                            | Habry                            |
| Sv. Jana Nepomuckého                           |         | Kněžice                           | Jihlava          |                   | naproti domu čp. 22                                                      | Kněžice u Třebíče                |
| Sv. Jana Nepomuckého                           |         | Křižanov                          | Žďár nad Sázavou | 15779/7-4171      | Masarykovo náměstí                                                       | Křižanov                         |
| Sv. Jana Nepomuckého                           |         | Moravské Budějovice               | Třebíč           | 44797/7-2854      | Tyršova 207                                                              | Moravské Budějovice              |
| Sv. Jana Nepomuckého                           |         | Nepomuky                          | Jihlava          | 29417/7-5221      | naproti domu čp. 2                                                       | Stará Říše                       |
| Sv. Jana Nepomuckého                           |         | Nový Studenec                     | Havlíčkův Brod   | 104082            | mezi domy čp. 133 a 128                                                  | Krucemburk                       |
| Sv. Jana Nepomuckého                           |         | Olší nad Oslavou                  | Žďár nad Sázavou | 19807/7-4330      | u domu čp. 68                                                            | Netín                            |
| Sv. Jana Nepomuckého                           |         | Pálovice                          | Třebíč           | 18325/7-2958      | na návsi                                                                 | Jemnice                          |
| Sv. Jana Nepomuckého                           |         | Plandry                           | Jihlava          | 33306/7-5069      | v lesíku na kopci, směrem k silnici II/523                               | Vyskytná nad Jihlavou            |
| Sv. Jana Nepomuckého                           |         | Polesí                            | Pelhřimov        |                   | na návsi, mezi domem čp. 22 a hasičskou zbrojnicí                        | Počátky                          |
| Sv. Jana Nepomuckého                           |         | Popůvky                           | Třebíč           | 37084/7-2978      | na návsi                                                                 | Hartvíkovice                     |
| Sv. Jana Nepomuckého                           |         | Roučkovice                        | Pelhřimov        | 40037/3-3267      | naproti domu čp. 86                                                      | Pacov                            |
| Sv. Jana Nepomuckého                           |         | Rudolec                           | Žďár nad Sázavou | 17265/7-4413      | při silnici II/353 směrem na Stáj                                        | Bohdalov                         |
| Sv. Jana Nepomuckého                           |         | Slavice                           | Třebíč           | 16277/7-3046      | v centru obce                                                            | Třebíč-Jejkov                    |
| Sv. Jana Nepomuckého                           |         | Stáj                              | Jihlava          | 41009/7-5214      | mezi domy čp. 45 a 55                                                    | Zhoř u Jihlavy                   |
| Sv. Jana Nepomuckého                           |         | Těchobuz                          | Pelhřimov        | 27992/3-3312      | v areálu hřbitova při silnici na Velký Ježov                             | Pacov                            |
| Sv. Jana Nepomuckého                           |         | Třebíč                            | Třebíč           | 35672/7-3121      | pod Strážnou horou, u vodojemu na Kostelíčku                             | Třebíč – město                   |
| Sv. Jana Nepomuckého                           |         | Třesov                            | Třebíč           | 17165/7-3177      | na návsi                                                                 | Hartvíkovice                     |
| Sv. Jana Nepomuckého                           |         | Velký Rybník                      | Pelhřimov        | 19120/3-3332      | mezi domy čp. 42, 12 a 37                                                | Mladé Bříště                     |
| Sv. Jana Nepomuckého                           |         | Vlčetín                           | Pelhřimov        | 36364/3-3337      | naproti domu čp. 32                                                      | Žirovnice                        |
| Sv. Jiljí                                      |         | Okrašovice                        | Třebíč           |                   | vedle domu čp. 2                                                         | Střížov-Číměř                    |
| Sv. Josefa                                     |         | Jaroměřice nad Rokytnou           | Třebíč           | 68921/7-2686      | u ZŠ Otokara Březiny Jaroměřice nad Rokytnou                             | Jaroměřice nad Rokytnou          |
| Sv. Josefa                                     |         | Komárovice                        | Třebíč           |                   | v centru obce                                                            | Domamil                          |
| Sv. Karla Boromejského                         |         | Telč                              | Jihlava          | 41003/7-5262      | na okraji lesa na turistické značce na Vanov                             | Telč                             |
| Sv. Kateřiny                                   |         | Jaroměřice nad Rokytnou           | Třebíč           | 33707/7-2685      | F. V. Míči 726                                                           | Jaroměřice nad Rokytnou          |
| Sv. Kříže                                      |         | Dalešice                          | Třebíč           | 30344/7-2605      | u hřbitova u silnice II/399                                              | Dalešice                         |
| Sv. Kříže                                      |         | Havlíčkův Brod                    | Havlíčkův Brod   | 21845/6-6         | ulice U Trojice, u kostela Nejsvětější Trojice                           | Havlíčkův Brod                   |
| Sv. Kříže                                      |         | Nová Říše                         | Jihlava          | 17689/7-5030      | u osady Brázdův Mlýn, nad silnicí II/112                                 | Nová Říše                        |
| Sv. Kříže                                      |         | Pelhřimov                         | Pelhřimov        | 21880/3-5870      | Pod Kalvárií 2021                                                        | Pelhřimov                        |
| Sv. Martina                                    |         | Dobešov                           | Pelhřimov        | 20691/3-2992      | Dobešov 69                                                               | Černovice                        |
| Sv. Martina                                    |         | Jezdovice                         | Jihlava          |                   | naproti domu čp. 5                                                       | Třešť                            |
| Sv. Máří Magdalény                             |         | Gabrielka                         | Pelhřimov        | 28551/3-3068      | na vrchu Bradlo u Kamenice nad Lipou                                     | Kamenice nad Lipou               |
| Sv. Máří Magdalény                             |         | Jasenice                          | Třebíč           | 27398/7-2707      | v centru obce, nedaleko zříceniny tvrze                                  | Jinošov                          |
| Sv. Matouše                                    |         | Štěpánovice                       | Třebíč           |                   | v centru obce                                                            | Jaroměřice nad Rokytnou          |
| Sv. Michala                                    |         | Moravské Budějovice               | Třebíč           | 54867/7-2851      | Pivovarská 67 (u kostela sv. Jiljí)                                      | Moravské Budějovice              |
| Sv. Mikuláše                                   |         | Pelhřimov                         | Pelhřimov        | 33950/3-2918      | u silnice na Vlásenici                                                   | Pelhřimov                        |
| Sv. Petra a Pavla                              |         | Bílý Kámen                        | Jihlava          | 34026/7-4709      | u domu čp. 4                                                             | Vyskytná nad Jihlavou            |
| Sv. Petra a Pavla                              |         | Lomy                              | Třebíč           | 20575/7-2830      | v centru obce                                                            | Budeč                            |
| Sv. Petra a Pavla                              |         | Mirošov                           | Žďár nad Sázavou | 19980/7-4216      | mezi domy čp. 21 a 22                                                    | Bobrová                          |
| Sv. Petra a Pavla                              |         | Oponešice                         | Třebíč           | 31298/7-2950      | u autobusové zastávky                                                    | Budkov                           |
| Sv. Petra a Pavla                              |         | Pocoucov                          | Třebíč           |                   | vedle domu čp. 22                                                        | Trnava u Třebíče                 |
| Sv. Petra a Pavla                              |         | Přešovice                         | Třebíč           |                   | Přešovice 80                                                             | Rouchovany                       |
| Sv. Petra a Pavla                              |         | Příložany                         | Třebíč           |                   | naproti Rolnickému muzeu (čp. 8)                                         | Jaroměřice nad Rokytnou          |
| Sv. Petra a Pavla                              |         | Veselíčko                         | Žďár nad Sázavou |                   | naproti domu čp. 1                                                       | Jámy                             |
| Sv. Pia X.                                     |         | Litovany                          | Třebíč           |                   | v centru obce                                                            | Biskupice u Hrotovic             |
| Sv. Rodiny                                     |         | Pikárec                           | Žďár nad Sázavou |                   | na návsi                                                                 | Moravec                          |
| Sv. Rodiny                                     |         | Branišov                          | Žďár nad Sázavou |                   | vedle domu čp. 16                                                        | Zvole nad Pernštejnem            |
| Sv. Rodiny                                     |         | Červená Hospoda                   | Třebíč           |                   | na křižovatce silnic I/23 a II/405                                       | Stařeč                           |
| Sv. Rodiny                                     |         | Hosov                             | Jihlava          | 23835/7-4838      | na návsi                                                                 | Rančířov u Jihlavy               |
| Sv. Rodiny                                     |         | Odunec                            | Třebíč           |                   | naproti domu čp. 15                                                      | Krhov                            |
| Sv. Rodiny                                     |         | Okrouhlice                        | Havlíčkův Brod   | 35178/6-291       | na okraji obce, mezi řekou Sázavou a silnicí II/150                      | Lipnice nad Sázavou              |
| Sv. Rodiny                                     |         | Radotice                          | Třebíč           | 34509/7-3011      | u domu čp. 40                                                            | Kdousov                          |
| Sv. Rodiny                                     |         | Řečice                            | Žďár nad Sázavou |                   | na návsi                                                                 | Radešínská Svratka               |
| Sv. Rocha                                      |         | Červená Lhota                     | Třebíč           | 17987/7-2596      | za obcí, při silničce na Kratochvílův Mlýn                               | Červená Lhota                    |
| Sv. Rocha                                      |         | Nové Veselí                       | Žďár nad Sázavou | 34642/7-4299      | Bohdalovská ulice, nedaleko nového hřbitova                              | Nové Veselí                      |
| Sv. Sedmipočetníků a sv. Zdislavy              |         | Vír                               | Žďár nad Sázavou |                   | Vír ev. č. 60                                                            | Rovečné                          |
| Sv. Tekly                                      |         | Myslibořice                       | Třebíč           |                   | u silnice II/152 směrem na Račice                                        | Myslibořice                      |
| Sv. Terezie                                    |         | Kochánov (u Světlé nad Sázavou)   | Havlíčkův Brod   |                   | Kochánov 3                                                               | Světlá nad Sázavou               |
| Sv. Václava                                    |         | Blízkov                           | Žďár nad Sázavou |                   | Blízkov 78                                                               | Měřín                            |
| Sv. Václava                                    |         | Hybrálec                          | Jihlava          | 31729/7-4856      | Hybrálec 15                                                              | u kostela sv. Jakuba, Jihlava    |
| Sv. Václava                                    |         | Chvojnov                          | Pelhřimov        | 19891/3-3049      | u obce, u křižovatky silnic na Útěchovičky a Kojčice                     | Chvojnov                         |
| Sv. Václava                                    |         | Kojetice                          | Třebíč           |                   | Kojetice 166                                                             | Horní Újezd u Třebíče            |
| Sv. Václava                                    |         | Kundratice                        | Žďár nad Sázavou |                   | naproti domu čp. 71                                                      | Křižanov                         |
| Sv. Václava                                    |         | Kundratice                        | Žďár nad Sázavou | 27301/7-4406      | na návsi                                                                 | Rozsochy                         |
| Sv. Václava                                    |         | Rohozná                           | Jihlava          | 33488/7-5182      | Rohozná ev. č. 100                                                       | Dolní Cerekev                    |
| Sv. Václava                                    |         | Sedliště                          | Žďár nad Sázavou |                   | naproti domu čp. 10                                                      | Korouhev                         |
| Sv. Václava                                    |         | Studenec                          | Třebíč           |                   | Studenec 56                                                              | Koněšín                          |
| Sv. Václava                                    |         | Světnov                           | Žďár nad Sázavou |                   | naproti domu čp. 43                                                      | Žďár nad Sázavou-II              |
| Sv. Vendelína                                  |         | Arnolec                           | Jihlava          | 40249/7-4675      | Arnolec 41                                                               | Zhoř u Jihlavy                   |
| Sv. Veroniky                                   |         | Babice                            | Třebíč           |                   | u lesa Syček                                                             | Babice u Lesonice                |
| Sv. Víta                                       |         | Bítovčice                         | Jihlava          |                   | Bítovčice 124                                                            | Luka nad Jihlavou                |
| Sv. Víta                                       |         | Ohrazenice                        | Třebíč           |                   | naproti domu čp. 10                                                      | Jaroměřice nad Rokytnou          |
| Sv. Vojtěcha                                   |         | Hlávkov                           | Jihlava          | 34316/7-4820      | v centru obce                                                            | Vyskytná nad Jihlavou            |
| Utrpení Páně                                   |         | Havlíčkův Brod                    | Havlíčkův Brod   | 33000/6-97        | naproti čerpací stanice OMV, u silnice I/38 na Čáslav                    | Havlíčkův Brod                   |

### Zámecké kaple
| Zámecká kaple                      | Obrázek | Obec               | Okres          |
| ---------------------------------- | ------- | ------------------ | -------------- |
| Čtrnácti svatých pomocníků         |         | Březina            | Pelhřimov      |
| Narození Panny Marie               |         | Černovice          | Pelhřimov      |
| Nejsvětější Trojice                |         | Hrotovice          | Třebíč         |
| Nejsvětější Trojice                |         | Chotěboř           | Havlíčkův Brod |
| Panny Marie                        |         | Štěpánov           | Havlíčkův Brod |
| Panny Marie Bolestné               |         | Sádek              | Třebíč         |
| Panny Marie, sv. Floriána a Donáta |         | Úsobí              | Havlíčkův Brod |
| Povýšení sv. Kříže                 |         | Úhrov              | Havlíčkův Brod |
| Sv. Anny                           |         | Budišov            | Třebíč         |
| Sv. Anny                           |         | Herálec            | Havlíčkův Brod |
| Sv. Anny                           |         | Okrouhlice         | Havlíčkův Brod |
| Sv. Jana Nepomuckého               |         | Věž                | Havlíčkův Brod |
| Sv. Matouše                        |         | Zboží              | Havlíčkův Brod |
| Sv. Michaela archanděla            |         | Nový Studenec      | Havlíčkův Brod |
| Sv. Václava                        |         | Náměšť nad Oslavou | Třebíč         |
| Všech svatých                      |         | Telč               | Jihlava        |

## Hrobky
| Hrobka                        | Obrázek | Obec               | Okres            | Památková ochrana | Lokace                                             |
| ----------------------------- | ------- | ------------------ | ---------------- | ----------------- | -------------------------------------------------- |
| Belcredi                      |         | Jimramov           | Žďár nad Sázavou | 40907/7-4092      | naproti domu Padělek 276                           |
| Haugwitzové                   |         | Náměšť nad Oslavou | Třebíč           | 36339/7-2932      | ulice Vítězslava Nezvala, před areálem hřbitova    |
| Hrabata z Pöttingu a Persingu |         | Habry              | Havlíčkův Brod   | 34292/6-153       | Žižkovo náměstí, u kostela Nanebevzetí Panny Marie |
| Lobkowiczové                  |         | Netín              | Žďár nad Sázavou | 28620/7-4247      | v lese na konci křížové cesty                      |
| Pallavicini                   |         | Jemnice            | Třebíč           | 16382/7-7175      | nad silnicí II/410 směrem na Budeč                 |
| Salmové                       |         | Budkov             | Třebíč           | 38893/7-2575      | v areálu hřbitova u kostela sv. Martina            |
| Schmidtové                    |         | Kvasetice          | Havlíčkův Brod   |                   | v lesíku směrem k silnici I/34                     |
| Silva-Taroucca                |         | Pohled             | Havlíčkův Brod   | 104013            | Revoluční ulice, v areálu hřbitova                 |

## Fary
| Fara                       | Obrázek | Obec                   | Okres            | Památková ochrana | Lokace                     |
| -------------------------- | ------- | ---------------------- | ---------------- | ----------------- | -------------------------- |
| Evangelická fara           |         | Jihlava                | Jihlava          |                   | Vrchlického 1              |
| Evangelická fara           |         | Jimramov               | Žďár nad Sázavou |                   | náměstí Jana Karafiáta 148 |
| Evangelická fara           |         | Nové Město na Moravě   | Žďár nad Sázavou | 19029/7-4266      | Komenského náměstí 135     |
| Evangelická fara           |         | Sázava                 | Žďár nad Sázavou | 18032/7-4415      | Sázava 73                  |
| Fara                       |         | Babice                 | Třebíč           |                   | Babice 2                   |
| Fara                       |         | Batelov                | Jihlava          | 31588/7-4685      | Rácovská 129/2             |
| Fara                       |         | Bohdalov               | Žďár nad Sázavou | 31779/7-3948      | Bohdalov 44                |
| Fara                       |         | Božejov                | Pelhřimov        | 32448/3-2946      | Božejov 31                 |
| Fara                       |         | Branišov               | Jihlava          | 34482/7-4716      | Branišov 7                 |
| Fara                       |         | Brtnice                | Jihlava          | 39580/7-4732      | Hřbitovní 384              |
| Fara                       |         | Budišov                | Třebíč           | 104868            | Budišov 50                 |
| Fara                       |         | Častrov                | Pelhřimov        | 19025/3-2962      | Častrov 72                 |
| Fara                       |         | Červená Řečice         | Pelhřimov        | 36483/3-2979      | Červená Řečice 20          |
| Fara                       |         | Dalešice               | Třebíč           | 18785/7-2606      | Dalešice 20                |
| Fara                       |         | Dolní Cerekev          | Jihlava          | 31905/7-4799      | Dolní Cerekev 78           |
| Fara                       |         | Dušejov                | Jihlava          | 35847/7-4815      | Dušejov 32                 |
| Fara                       |         | Heraltice              | Třebíč           | 37312/7-2638      | Heraltice 26               |
| Fara                       |         | Horní Bobrová          | Žďár nad Sázavou | 31722/7-3940      | Bobrová 149                |
| Fara                       |         | Horní Cerekev          | Pelhřimov        | 44658/3-3003      | náměstí T. G. Masaryka 3   |
| Fara                       |         | Hořepník               | Pelhřimov        | 33655/3-3020      | náměstí Prof. Bechyně 36   |
| Fara                       |         | Chlum                  | Třebíč           | 45865/7-2660      | Chlum 32                   |
| Fara                       |         | Jámy                   | Žďár nad Sázavou | 27167/7-4078      | Jámy 71                    |
| Fara                       |         | Jamné                  | Jihlava          | 33057/7-4862      | Jamné 67                   |
| Fara                       |         | Jemnice                | Třebíč           | 39413/7-2729      | náměstí Svobody 63         |
| Fara                       |         | Jinošov                | Třebíč           |                   | Jinošov 21                 |
| Fara                       |         | Jiřice                 | Pelhřimov        | 23392/3-3053      | Jiřice 2                   |
| Fara                       |         | Kamenice               | Jihlava          | 11314/7-8696      | Kamenice 71                |
| Fara                       |         | Kamenice nad Lipou     | Pelhřimov        | 102074            | Vackova 94                 |
| Fara                       |         | Kdousov                | Třebíč           | 37864/7-2779      | Kdousov 1                  |
| Fara                       |         | Kostelní Myslová       | Jihlava          | 37624/7-4952      | Kostelní Myslová 36        |
| Fara                       |         | Krásná Hora            | Havlíčkův Brod   | 105719            | Krásná Hora 25             |
| Fara                       |         | Krasonice              | Jihlava          | 26700/7-4966      | Krasonice 20               |
| Fara                       |         | Křeč                   | Pelhřimov        | 17913/3-3103      | Křeč 5                     |
| Fara                       |         | Mladé Bříště           | Pelhřimov        | 36230/3-3148      | Mladé Bříště 1             |
| Fara                       |         | Mnich                  | Pelhřimov        | 36781/3-3151      | Mnich 1                    |
| Fara                       |         | Moravské Budějovice    | Třebíč           | 17082/7-2855      | Kosmákova 72               |
| Fara                       |         | Mrákotín               | Jihlava          | 19903/7-5005      | Mrákotín 19                |
| Fara                       |         | Náměšť nad Oslavou     | Třebíč           | 31418/7-2902      | Masarykovo náměstí 51      |
| Fara                       |         | Netín                  | Žďár nad Sázavou |                   | Netín 21                   |
| Fara                       |         | Nížkov                 | Žďár nad Sázavou | 31647/7-4255      | Nížkov 10                  |
| Fara                       |         | Nové Veselí            | Žďár nad Sázavou | 26057/7-4300      | V Ulici 91                 |
| Fara                       |         | Nový Rychnov           | Pelhřimov        | 16397/3-3171      | Nový Rychnov 84            |
| Fara                       |         | Obyčtov                | Žďár nad Sázavou | 33744/7-4318      | Obyčtov 47                 |
| Fara                       |         | Onšov                  | Pelhřimov        | 27702/3-3184      | Onšov 3                    |
| Fara                       |         | Opatov                 | Třebíč           | 29670/7-2947      | Opatov 65                  |
| Fara                       |         | Osová Bítýška          | Žďár nad Sázavou | 15017/7-4337      | Osová Bítýška 1            |
| Fara                       |         | Pavlov                 | Jihlava          | 20399/7-5062      | Pavlov 19                  |
| Fara                       |         | Počátky                | Pelhřimov        | 44668/3-3243      | Palackého náměstí 2        |
| Fara                       |         | Přibyslav              | Havlíčkův Brod   | 26748/6-309       | Kostelní 267               |
| Fara                       |         | Radkov                 | Jihlava          |                   | Radkov 21                  |
| Fara                       |         | Rančířov               | Jihlava          | 37365/7-5176      | Rančířov 1                 |
| Fara                       |         | Rokytnice nad Rokytnou | Třebíč           | 23354/7-3022      | Rokytnice nad Rokytnou 13  |
| Fara                       |         | Rožná                  | Žďár nad Sázavou | 30539/7-4408      | Rožná 1                    |
| Fara                       |         | Rynárec                | Pelhřimov        | 27360/3-3271      | Rynárec 24                 |
| Fara                       |         | Skála                  | Havlíčkův Brod   | 41168/6-330       | Skála 27                   |
| Fara                       |         | Sněžné                 | Žďár nad Sázavou | 25818/7-4431      | Sněžné 51                  |
| Fara                       |         | Stará Říše             | Jihlava          | 40928/7-5217      | Stará Říše 37              |
| Fara                       |         | Stařeč                 | Třebíč           | 21323/7-3056      | Horní 4                    |
| Fara                       |         | Stonařov               | Jihlava          | 28382/7-5225      | Stonařov 83                |
| Fara                       |         | Svratka                | Žďár nad Sázavou | 10819/7-8652      | Kostelní 1                 |
| Fara                       |         | Štěpánov nad Svratkou  | Žďár nad Sázavou | 30965/7-4474      | Štěpánov nad Svratkou 2    |
| Fara                       |         | Tasov                  | Žďár nad Sázavou | 103923            | Tasov 1                    |
| Fara                       |         | Třebíč                 | Třebíč           | 22037/7-3150      | Martinské náměstí 87/20    |
| Fara                       |         | Třešť                  | Jihlava          | 14731/7-5337      | Fritzova 235/1             |
| Fara                       |         | Uhelná Příbram         | Havlíčkův Brod   | 103534            | Uhelná Příbram 53          |
| Fara                       |         | Urbanov                | Jihlava          | 37809/7-5373      | Urbanov 4                  |
| Fara                       |         | Úsobí                  | Havlíčkův Brod   | 50910/6-6183      | Úsobí 27                   |
| Fara                       |         | Velká Chyška           | Pelhřimov        | 30524/3-3327      | Velká Chyška 1             |
| Fara                       |         | Velká Losenice         | Žďár nad Sázavou | 18644/7-4525      | Velká Losenice 1           |
| Fara                       |         | Velké Meziříčí         | Žďár nad Sázavou | 28853/7-4560      | Náměstí 16/18              |
| Fara                       |         | Velký Újezd            | Třebíč           | 16449/7-2790      | Velký Újezd 1              |
| Fara                       |         | Věžná                  | Pelhřimov        | 19010/3-3335      | Věžná 1                    |
| Fara                       |         | Vílanec                | Jihlava          | 44785/7-5400      | Vílanec 1                  |
| Fara                       |         | Vojslavice             | Pelhřimov        | 36445/3-3343      | Vojslavice 1               |
| Fara                       |         | Zhoř                   | Pelhřimov        | 29397/3-3356      | Zhoř 1                     |
| Fara u kostela sv. Jakuba  |         | Jihlava                | Jihlava          | 36693/7-4877      | Lazebnická 54/1            |
| Fara u kostela sv. Prokopa |         | Žďár nad Sázavou       | Žďár nad Sázavou | 45213/7-4629      | Tvrz 1/12                  |
| Husitská fara              |         | Havlíčkův Brod         | Havlíčkův Brod   | 11347/6-5940      | B. Kobzinové 2088          |
| Katolická fara             |         | Jimramov               | Žďár nad Sázavou | 26110/7-4097      | náměstí Jana Karafiáta 24  |
| Katolická fara             |         | Nové Město na Moravě   | Žďár nad Sázavou | 40159/7-4265      | Vratislavovo náměstí 120   |
| Stará fara                 |         | Pacov                  | Pelhřimov        | 40096/3-3196      | Myslíkova 43 a 44          |

## Děkanství
| Děkanství | Obrázek | Obec           | Okres          | Památková ochrana | Lokace                        |
| --------- | ------- | -------------- | -------------- | ----------------- | ----------------------------- |
| Děkanství |         | Golčův Jeníkov | Havlíčkův Brod | 44738/6-144       | Mírová 85                     |
| Děkanství |         | Havlíčkův Brod | Havlíčkův Brod | 25644/6-7         | Rubešovo náměstí 173          |
| Děkanství |         | Humpolec       | Pelhřimov      | 17100/3-3038      | Horní náměstí 272             |
| Děkanství |         | Pacov          | Pelhřimov      | 24526/3-3207      | náměstí Svobody 2             |
| Děkanství |         | Pelhřimov      | Pelhřimov      | 24806/3-2909      | Děkanská 8                    |
| Děkanství |         | Polná          | Havlíčkův Brod | 15603/7-5087      | Husovo náměstí 14             |
| Děkanství |         | Telč           | Jihlava        | 14493/7-5249      | náměstí Zachariáše z Hradce 4 |

## Školy
| Škola               | Obrázek | Obec    | Okres   | Památková ochrana | Lokace                        |
| ------------------- | ------- | ------- | ------- | ----------------- | ----------------------------- |
| Jezuitská kolej     |         | Jihlava | Jihlava | 16995/7-4877      | Masarykovo náměstí 110/64     |
| Jezuitská kolej     |         | Telč    | Jihlava | 42167/7-5249      | náměstí Zachariáše z Hradce 2 |
| Jezuitské gymnázium |         | Jihlava | Jihlava | 16995/7-4877      | Hluboká 109/1                 |
| Jezuitské gymnázium |         | Telč    | Jihlava | 23246/7-5249      | náměstí Zachariáše z Hradce 3 |
| Jezuitský seminář   |         | Jihlava | Jihlava | 16995/7-4877      | Křížová 111/2                 |

## Křížové cesty
| Křížová cesta           | Obrázek | Obec               | Okres            | Památková ochrana | Lokace                                                          |
| ----------------------- | ------- | ------------------ | ---------------- | ----------------- | --------------------------------------------------------------- |
| Křížová cesta           |         | Batelov            | Jihlava          | 21251/7-4705      | na Vršku (dochována jen Kalvárie)                               |
| Křížová cesta           |         | Dalečín            | Žďár nad Sázavou |                   | od domu čp. 54 ke kostelu sv. Jakuba Většího                    |
| Křížová cesta – zaniklá |         | Havlíčkův Brod     | Havlíčkův Brod   |                   | od kostela Nejsvětější Trojice na Kalvárii (v parku Budoucnost) |
| Křížová cesta           |         | Horní Bobrová      | Žďár nad Sázavou | 27722/7-3943      | od hřbitova na vrch Kalvárie                                    |
| Křížová cesta – zaniklá |         | Jihlava            | Jihlava          | 68406/7-4885      | od Mlýnské ulice ke hřbitovu Kalvárie                           |
| Křížová cesta           |         | Kamenice nad Lipou | Pelhřimov        |                   | od Masarykovy ulice na vrch Bradlo                              |
| Křížová cesta           |         | Křemešník          | Pelhřimov        |                   | od kaple sv. Jana Křtitele ke kostelu Nejsvětější Trojice       |
| Křížová cesta           |         | Křešín             | Pelhřimov        | 44666/3-3113      | od kostela sv. Bartoloměje k návrší u domu čp. 58               |
| Křížová cesta           |         | Lukavec            | Pelhřimov        |                   | od ulice Na Podskalí k božím mukám sv. Rocha                    |
| Křížová cesta – zaniklá |         | Lukov              | Třebíč           |                   | na kopec Svatý Vít                                              |
| Křížová cesta           |         | Netín              | Žďár nad Sázavou | 28620/7-4247      | od hřbitova k hrobce Lobkoviců                                  |
| Křížová cesta           |         | Nezdín             | Havlíčkův Brod   |                   | v lese u kaple Panny Marie                                      |
| Křížová cesta           |         | Nová Říše          | Jihlava          | 28145/7-5043      | od premonstrátského kláštera na vrch Kalvárie                   |
| Křížová cesta           |         | Pelhřimov          | Pelhřimov        | 21880/3-5870      | od kruhové křižovatky ke kapli sv. Kříže                        |
| Křížová cesta           |         | Pohled             | Havlíčkův Brod   | 20627/6-306       | okolo kaple sv. Anny                                            |
| Křížová cesta           |         | Polná              | Jihlava          | 41408/7-5133      | od ulice Pod Kalvárií ke kapli Božího hrobu                     |
| Křížová cesta           |         | Radňovice          | Žďár nad Sázavou |                   | z obce pod Harusův kopec                                        |
| Křížová cesta           |         | Řečice             | Žďár nad Sázavou |                   | od kaple sv. Rodiny na kopeček Kalvárie                         |
| Křížová cesta           |         | Stonařov           | Jihlava          |                   | od hřbitova k vysílači Stonařov                                 |
| Křížová cesta           |         | Telč               | Jihlava          | 41003/7-5262      | od orlovny ke kapli sv. Karla Boromejského                      |
| Křížová cesta           |         | Třešť              | Jihlava          |                   | od kostela sv. Martina k Šibeničnímu vrchu                      |

## Židovské památky

### Židovské čtvrti
| Židovská čtvrť  | Obec           | Okres            | Fotka |
| --------------- | -------------- | ---------------- | ----- |
| Golčojeníkovská | Golčův Jeníkov | Havlíčkův Brod   |       |
| Jemnická        | Jemnice        | Třebíč           |       |
| Polenská        | Polná          | Jihlava          |       |
| Polická         | Police         | Třebíč           |       |
| Třebíčská       | Třebíč         | Třebíč           |       |
| Třešťská        | Třešť          | Jihlava          |       |
| Velkomeziřičská | Velké Meziříčí | Žďár nad Sázavou |       |

### Synagogy
| Synagoga                 | Obrázek | Obec                | Okres            | Památková ochrana | Lokace                                                       |
| ------------------------ | ------- | ------------------- | ---------------- | ----------------- | ------------------------------------------------------------ |
| Malá synagoga (zaniklá)  |         | Velké Meziříčí      | Žďár nad Sázavou |                   | Novosady 97/85                                               |
| Nová synagoga            |         | Velké Meziříčí      | Žďár nad Sázavou | 37548/7-8838      | Novosady 97/85                                               |
| Přední synagoga          |         | Třebíč              | Třebíč           | 50824/7-8989      | L. Pokorného 7/11                                            |
| Stará synagoga (zaniklá) |         | Kamenice nad Lipou  | Pelhřimov        |                   | Štítného 20                                                  |
| Stará synagoga           |         | Velké Meziříčí      | Žďár nad Sázavou | 36888/7-4551      | Novosady 1146/79                                             |
| Synagoga                 |         | Batelov             | Jihlava          | 13807/7-4684      | Perleťářská 639/13                                           |
| Synagoga (zaniklá)       |         | Brtnice             | Jihlava          |                   | Náměstí Svobody 254                                          |
| Synagoga                 |         | Černovice           | Pelhřimov        |                   | Na Potoce 226                                                |
| Synagoga                 |         | Golčův Jeníkov      | Havlíčkův Brod   | 26341/6-139       | Pod Vyšehradem 278                                           |
| Synagoga                 |         | Habry               | Havlíčkův Brod   |                   | U Kina 55                                                    |
| Synagoga (zaniklá)       |         | Horní Cerekev       | Pelhřimov        |                   | Březinova 398                                                |
| Synagoga (zaniklá)       |         | Hořepník            | Pelhřimov        |                   | Pod Zámkem 139                                               |
| Synagoga                 |         | Humpolec            | Pelhřimov        | 50552/3-6192      | U Vinopalny 492                                              |
| Synagoga                 |         | Chotěboř            | Havlíčkův Brod   |                   | Herrmannova 614                                              |
| Synagoga (zaniklá)       |         | Jemnice             | Třebíč           |                   | v ulici U Templu (místo nezastavěno, dnes je zde památník)   |
| Synagoga (zaniklá)       |         | Jihlava             | Jihlava          |                   | křižovatka ulic Benešova a Věžní (dnes park Gustava Mahlera) |
| Synagoga                 |         | Kamenice nad Lipou  | Pelhřimov        |                   | Tyršova ulice, v areálu autobusového nádraží                 |
| Synagoga                 |         | Košetice            | Pelhřimov        |                   | Košetice 76                                                  |
| Synagoga                 |         | Ledeč nad Sázavou   | Havlíčkův Brod   | 37757/6-5508      | Na Potoce 252                                                |
| Synagoga (zaniklá)       |         | Lukavec             | Pelhřimov        |                   | vedle domu Na Podskalí 112                                   |
| Synagoga (zaniklá)       |         | Moravské Budějovice | Třebíč           |                   | Pražská 116                                                  |
| Synagoga                 |         | Nová Cerekev        | Pelhřimov        | 14693/3-3162      | Nová Cerekev 137                                             |
| Synagoga                 |         | Pacov               | Pelhřimov        |                   | Jana Autengrubera 318                                        |
| Synagoga (zaniklá)       |         | Pelhřimov           | Pelhřimov        |                   | naproti domu Růžová 36                                       |
| Synagoga                 |         | Police              | Třebíč           | 105018            | Police 125                                                   |
| Synagoga                 |         | Polná               | Jihlava          | 11500/7-8734      | Karlovo náměstí 541                                          |
| Synagoga                 |         | Puklice             | Jihlava          |                   | Puklice 35                                                   |
| Synagoga (zaniklá)       |         | Světlá nad Sázavou  | Havlíčkův Brod   |                   | Pěšinky 15                                                   |
| Synagoga                 |         | Svratka             | Žďár nad Sázavou |                   | Palackého 197                                                |
| Synagoga                 |         | Telč                | Jihlava          |                   | Na Parkáně 123                                               |
| Synagoga                 |         | Třešť               | Jihlava          | 31987/7-5339      | náměstí Svobody 468/10                                       |
| Synagoga                 |         | Úsobí               | Havlíčkův Brod   |                   | Úsobí 79                                                     |
| Zadní synagoga           |         | Třebíč              | Třebíč           | 36677/7-3120      | Blahoslavova 132/43                                          |

### Židovské hřbitovy
| Židovský hřbitov       | Obrázek | Obec                | Okres            | Památková ochrana | Lokace                                                                        |
| ---------------------- | ------- | ------------------- | ---------------- | ----------------- | ----------------------------------------------------------------------------- |
| Nový židovský hřbitov  |         | Brtnice             | Jihlava          | 27342/7-4765      | vedle starého židovského hřbitova při silnici II/403 na Bransouze             |
| Starý židovský hřbitov |         | Brtnice             | Jihlava          | 27342/7-4765      | vedle nového židovského hřbitova při silnici II/403 na Bransouze              |
| Tyfový hřbitov         |         | Havlíčkův Brod      | Havlíčkův Brod   |                   | za městem při silnici I/38 na Rozňák                                          |
| Židovský hřbitov       |         | Batelov             | Jihlava          | 27600/7-4693      | v lesíku při polní cestě z ulice Polní k silnici na Švábov                    |
| Židovský hřbitov       |         | Černovice           | Pelhřimov        | 32841/3-2972      | nedaleko zemědělského družstva u ulice Vodní                                  |
| Židovský hřbitov       |         | Golčův Jeníkov      | Havlíčkův Brod   | 19367/6-140       | u domu Komenského 250, na konci ulice směrem k silnici I/38                   |
| Židovský hřbitov       |         | Habry               | Havlíčkův Brod   | 28513/6-163       | v hájku při modré turistické značce na Kysibelskou alej                       |
| Židovský hřbitov       |         | Havlíčkův Brod      | Havlíčkův Brod   |                   | mezi ulicemi Ledečská a Pujmanové                                             |
| Židovský hřbitov       |         | Horní Cerekev       | Pelhřimov        | 36832/3-3009      | nad Plaňanským potokem, mezi silnicí II/112 a železniční tratí                |
| Židovský hřbitov       |         | Hořepník            | Pelhřimov        | 22847/3-3025      | na konci ulice V Palestině, nad řekou Trnavou                                 |
| Židovský hřbitov       |         | Humpolec            | Pelhřimov        | 40275/3-3039      | na okraji města směrem na hrad Orlík                                          |
| Židovský hřbitov       |         | Chotěboř            | Havlíčkův Brod   |                   | Žižkova ulice, část městského hřbitova                                        |
| Židovský hřbitov       |         | Jemnice             | Třebíč           | 35079/7-2757      | Údolní ulice                                                                  |
| Židovský hřbitov       |         | Jihlava             | Jihlava          | 11298/7-8687      | ulice U Cvičiště, vedle areálu nemocnice                                      |
| Židovský hřbitov       |         | Kamenice nad Lipou  | Pelhřimov        | 34134/3-3074      | u silnice II/639 směrem na Antonku                                            |
| Židovský hřbitov       |         | Košetice            | Pelhřimov        | 15672/3-3091      | v lese nad Pekelským potok na modré značce na Křelovice                       |
| Židovský hřbitov       |         | Ledeč nad Sázavou   | Havlíčkův Brod   | 47082/6-266       | na konci ulice Hrnčíře, na svahu nad potůčkem vedle nového městského hřbitova |
| Židovský hřbitov       |         | Lukavec             | Pelhřimov        | 11377/3-6115      | mezi Čechtickou ulicí a rybníkem Lázeň                                        |
| Židovský hřbitov       |         | Moravské Budějovice | Třebíč           |                   | za městem při silnici na Vranín                                               |
| Židovský hřbitov       |         | Nová Cerekev        | Pelhřimov        | 35233/3-3166      | na okraji obce nad čističkou odpadních vod a Cerekvickým potokem              |
| Židovský hřbitov       |         | Pacov               | Pelhřimov        | 35319/3-3217      | mezi ulicemi Myslíkova a Svatojánská, nedaleko Nového rybníka                 |
| Židovský hřbitov       |         | Pavlov              | Pelhřimov        | 34362/3-3224      | při silnici na Nemojov                                                        |
| Židovský hřbitov       |         | Police              | Třebíč           | 26807/7-2973      | na okraji obce nad Jiratickým potokem                                         |
| Židovský hřbitov       |         | Polná               | Jihlava          | 38558/7-5126      | nad řekou Šlapankou při lesní cestě z ulice Pod Kalvárií na Klešter           |
| Židovský hřbitov       |         | Puklice             | Jihlava          | 27595/7-5155      | v lese mezi domy čp. 70 a 232                                                 |
| Židovský hřbitov       |         | Střítež             | Jihlava          | 37764/7-5233      | mezi areálem zemědělského družstva a Zámeckým rybníkem                        |
| Židovský hřbitov       |         | Světlá nad Sázavou  | Havlíčkův Brod   | 11364/6-5943      | Komenského ulice, vedle městského hřbitova                                    |
| Židovský hřbitov       |         | Telč                | Jihlava          |                   | naproti železniční zastávce Telč–Staré Město                                  |
| Židovský hřbitov       |         | Třebíč              | Třebíč           | 41941/7-3164      | na Hrádku, nad Týnským údolím                                                 |
| Židovský hřbitov       |         | Třešť               | Jihlava          | 32380/7-7109      | na konci města mezi silnicí II/406 a rybníkem Korečník                        |
| Židovský hřbitov       |         | Velké Meziříčí      | Žďár nad Sázavou | 20426/7-4584      | mezi ulicemi Bezděkov a Gen. Jaroše                                           |
| Židovský hřbitov       |         | Větrný Jeníkov      | Jihlava          | 30402/7-5388      | u Dolního mlýna (Větrný Jeníkov 9) při lesní cestě k Trojanskému rybníku      |

## Další církevní stavby
| Objekt                            | Obrázek | Obec             | Okres            | Památková ochrana | Lokace                                   |
| --------------------------------- | ------- | ---------------- | ---------------- | ----------------- | ---------------------------------------- |
| Dvůr Lyra                         |         | Žďár nad Sázavou | Žďár nad Sázavou | 26968/7-4655      | Dvorská 12, 14 a 16                      |
| Karner                            |         | Stonařov         | Jihlava          | 33138/7-5223      | u kostela sv. Václava                    |
| Kostnice                          |         | Nížkov           | Žďár nad Sázavou | 14763/7-4252      | v areálu hřbitova u kostela sv. Mikuláše |
| Kostnice                          |         | Velká Losenice   | Žďár nad Sázavou | 34824/7-4521      | v areálu kostela sv. Jakuba              |
| Konvikt svatých Andělů            |         | Telč             | Jihlava          |                   | náměstí Jana Kypty 74                    |
| Letní sídlo louckých opatů        |         | Litohoř          | Třebíč           | 38281/7-2828      | Litohoř 1                                |
| Márnice                           |         | Tasov            | Žďár nad Sázavou | 21015/7-3083      | u kostela sv. Petra a Pavla              |
| Nová jezuitská rezidence          |         | Knínice          | Jihlava          |                   | Knínice 2                                |
| Proboštství kláštera cisterciaček |         | Pohled           | Havlíčkův Brod   | 44741/6-303       | Zámecká 2                                |
| Stará jezuitská rezidence         |         | Knínice          | Jihlava          | 29913/7-4941      | součást kostela Povýšení sv. Kříže       |